# ドラゴンボール超の登場人物
ドラゴンボール超の登場人物（ドラゴンボールスーパーのとうじょうじんぶつ）では、鳥山明原作のアニメおよび漫画『ドラゴンボール超』に登場する架空の人物について紹介する。原作漫画『ドラゴンボール』に登場する人物に関しては、「ドラゴンボールの登場人物」を参照。また『ドラゴンボール』のゲームに登場する人物に関しては、「ドラゴンボールのゲームオリジナルの登場人物」を参照。

## 宇宙の神々と関係者

### 各宇宙の破壊神と従者
各宇宙に、破壊神とその従者が存在している。
第7宇宙

ビルス
声 - 山寺宏一
第7宇宙の破壊神で何億年も生きている。一人称は「ボク」。39年ぶりの眠りから目覚め、予知夢で見た超サイヤ人ゴッドを探しに地球へやって来る。耳が大きいネコのような風貌で、エジプト貴族風の服装をしている。
破壊活動に一切意味はないが、その行いは自然の摂理そのものと評され、界王神からは破壊活動を黙認されている。北の界王によれば、破壊神の地位は界王神と同格。普段は寝たり食べたりテレビアニメを見たりなどやや怠惰な生活を送っている。とくに食べ物にはうるさく、味が良くても脂肪分が高いからと言って星を半分だけ破壊するなどわがままな言動が目立つ。敬意を払わない者の無神経さが嫌いで、昔いちど地球に行った際に恐竜が失礼な態度を取ったため、絶滅させたことがある。自分が寝ているあいだに惑星ベジータを破壊するよう、フリーザに命令していた。逆に実力を認めた者にはきちんと名前で呼ぶようになり賞賛する器の大きい一面もある（例：悟空の息子→悟飯など。ただし、魔人ブウのように悪い意味で覚える場合もある）。また、かつて老界王神をゼットソードに封じ込めた張本人である。東の界王神とは対の存在で、東の界王神が死ねば自分も死ぬ一蓮托生の関係である。破壊神であるため、相手の気の中の殺意には特に敏感に感じる。また、双子の兄弟であるシャンパとは仲が悪いが、反面では破壊神選抜格闘試合で超ドラゴンボールを手に入れても自身の願いよりもシャンパを優先して第6宇宙の地球を復活させたり、第6宇宙の敗北によりシャンパが消滅した際には寂しそうに肩を落とすなど、兄弟想いな一面もある。かつて全王発案の「全宇宙をステージにかくれんぼ大会」で"やらかした"（詳細は後述）ことが原因で他の破壊神ともお互い仲はあまり良くないが、その中でも第4宇宙のキテラは特に苦手としている。
北の界王曰く「次元の違う」強さの持ち主で、超サイヤ人3の悟空をたった2発の軽い攻撃で戦闘不能に追い込み、ブルマを攻撃された怒りで悟空以上の力を発揮したベジータ相手でも1割ほどの実力しか出さずに左手で払っただけで倒した。また、ある程度力を解放すれば、あらゆるパワーを消失させることも可能（ビルス自身は対悟空戦で100％の力を使えばと語るが、後にウイスが悟空の力を引き出すための方便だと見破る）。あまりの強さゆえに同じ神である界王や界王神たちだけでなく、フリーザ親子やサイヤ人の王であるベジータ王からもひれ伏すしかないほど恐れられている。
地球でブルマの誕生日パーティーに誘われ、しばらくは大人しくしていたがブウにプリンを独り占めされ怒りを爆発させる。地球の破壊を賭けて超サイヤ人ゴッドに覚醒した悟空と戦い勝利するが、地球や悟空たちが気に入ったために眠いという演技をし、地球を破壊せずに帰っていく。
『復活の「F」』およびフリーザ復活編では、睡眠中にウイスと悟空、ベジータの修行で起こされた際、近くを飛んでいた蝶の鱗粉が原因で突発的に出たくしゃみと同時に放たれた光弾で、遠くの惑星を破壊する場面がある。他にもわさびの辛さで飛び上がった拍子に復数の惑星を破壊していたこともあった。
悟空たちと親しくなってからも横柄なところは変わらないが、フリーザが地球を破壊した際に手助けしたり、フリーザを倒し損ねた悟空にチャンスを与えるなど彼らを気に入っている描写を見せるようになり、悟空やベジータからも信頼されるようになる。特に悟空のことは第7宇宙の切り札として最も信頼している。一方で全王（およびその付き人である大神官）には頭が上がらず、シャンパとともに敬語を使い礼をしたまま会話する。
破壊神シャンパ編では第6・第7宇宙破壊神選抜格闘試合で第7宇宙チームが勝利したことによりシャンパから四星球以外の6個の超ドラゴンボールを手に入れ、残る四星球も入手すると超神龍を呼び出し、願いは自分のベッドをもっと寝心地の良いベッドに変えてもらったと悟空たちに伝えるが、実際はシャンパのために第6宇宙の地球と人類を甦らせる願いを言う。
“未来”トランクス編では並行世界の未来からタイムマシンでやってきたトランクスに対し、時間の操作は重罪だと咎める。また、ゴクウブラックと第10宇宙の界王神見習いザマスの気が似ていることに疑念を抱き、ウイス、悟空とともに第10宇宙の界王神界を訪れる。その後ウイス、悟空、東の界王神とともに再び第10宇宙の界王神界を訪れ、ザマスがゴワスを殺害する様子を目撃し、ウイスの「やり直し」で時間が巻き戻されるとそれを阻止する。本性を現したザマスが悟空に襲いかかったところを割って入り、ザマスを消滅させる。このため新たな並行世界を生む結果となり、ザマスの一件が解決した後は今回の時間操作については不問にし、未来に旅立つトランクスに餞別の言葉を贈る。『Vジャンプ』連載の漫画版ではトランクスがいた未来において、界王神がダーブラとの戦いで命を落としたことで対となるビルスも死んだと語られる。また作中での活躍も少し異なっており、トランクスの口から未来のシンが死亡したことを告げられたことで、ゴクウブラックの正体は界王神と破壊神が命を共有していることを知っている者、すなわち神の類いの者と見抜く。そしてズノーからザマスのことおよび「超ドラゴンボールで神と人間の体を入れ換えることは可能か」と尋ねられたことを密告され、ゴクウブラックの正体がザマスであることを確信する。その後、体を乗っ取られる心配があるという理由で悟空を敢えて連れていかず、ウイスとともに第10宇宙の界王神界を訪れ、シンが時の指輪で未来でザマスが悪行を犯した様子を目撃し、証拠が揃う。本性を現したザマスがビルスに襲いかかったところを消滅させる。このため新たな並行世界を生む結果となった。
宇宙サバイバル編（漫画版）では大昔に全王の発案で開催された「全宇宙をステージにかくれんぼ大会」の最中に隠れたまま50年ほど眠ったことで大会が中止になり、怒った全王を収めるために他の11宇宙の破壊神が苦労したことがあり、そのために破壊神全員から恨みを買っていることが語られた。また、それ以外にも個別に恨みを買っている。第7宇宙の悟空が力の大会の開催のきっかけとなったことを知られると、破壊神たちから一斉攻撃を受けるが、これを退けてキテラと一騎討ちした。
銀河パトロール囚人編では予言魚と釣り対決をしていたが、ナメック星が襲われているとウイスから聞くと「第7宇宙は定期的に星を破壊する奴が現れて助かる。水しか飲まない奴らの星には興味がない。」と放置した。ウイス、メルスと共に地球に来て戦士たちの窮地を救うが、メルスの消滅を見届けることになる。その後に悟空が身勝手の極意を極め、モロを追い詰める姿を見て「神の戦いそのものだ」と称賛した。モロが地球を取り込んだ際は珍しく悟空に加勢しようとしたが、メルスの消滅の件で大神官から招集を受け、ウイスと共に天界に戻る。大神官からペナルティーとして全王の付き人が休暇で温泉旅行に行っている間、東の界王神共々全王の遊び相手を務めさせられた。
生残者グラノラ編では人を鍛えないと言いつつ、ベジータに破壊神が使用する神の技「我儘（わがまま）の極意」を教える。その際に、破壊の力を使う者の証である耳飾りを渡している。
初登場は『超』の破壊神ビルス編の原作となる劇場版『神と神』で、以降の作品ではテレビアニメ『超』と劇場版全編においてのレギュラーキャラクターとなっている。
ウイス
声 - 森田成一
第7宇宙のガイド天使でビルスの従者。ヴァドスの弟。神に仕える天使であり、飄々とした性格の青年の姿をしている。ビルスと同じく美味しいものが好き。逆立った特徴的な髪型をしており、肌の色は他の天使同様に青白く、首に輪っかがある。ビルスとは主従関係だが、ビルスに武術を教えた師匠でもあり、破壊神同士の喧嘩を阻止するなど、ビルスに自制を促すこともある。ビルスの見た中では第7宇宙で最強の存在で、天使故に自ら戦うことはないが、超サイヤ人となったブロリーに襲われても余裕でいなし続ける底の知れない実力者。仕えるべき神が死亡すると新たな神が誕生するまで機能を停止する。睡眠は必要としない。
杖を使って過去や現在の出来事の投影や、宇宙一速く飛んで移動したり対象者を別の空間に転移させたりする能力を持つ。また、妊娠していたブルマに杖から特殊な光を放ち呪文を唱えながら手術することなくブラを出産させている。さらに、杖から光を放ち死人であるフリーザを蘇生させている。ビルスと同じく、相手の気の中の殺意には特に敏感に感じる。地球に来てからはブルマと気が合うようになり、彼女に美味しい物を馳走してもらいにしばしば来訪し、地球で一番美味しい物としてベジータに差し出されたカップ麺の味を気に入ったことから、ベジータをビルスの星に同行させて修行をつける。その半年後には、もっと強くなりたいという悟空もビルスの星に同行させてベジータとともに修行をつける。これらのことがきっかけで彼らからも「さん」付けで呼ばれるようになる。
知識は豊富で原始的な惑星の言葉や神の言語を話すことができる。3分だけ時間を戻すことができ、この力は漫画版の作中で「3分前からやりなおし」の能力と呼ばれる。過去を変えるわけではなく「やり直し」であるため3分が限度であり、一度使うと時間軸がずれるので当分は使えない。その力で、フリーザが地球を破壊したことと、アニメ版ではザマスがゴワスを殺害したことをなかったことにする。
トランクスがいた未来においては、ビルスが死んだことで機能を停止していると語られている。
初登場は『超』の破壊神ビルス編の原作となる劇場版『神と神』で、以降の作品ではテレビアニメ『超』と劇場版全編においてのレギュラーキャラクターとなっている。
予言魚
声 - 中川翔子
ビルスの宮殿の庭に棲む、予言的中率100％の不思議な魚。劇場版『神と神』では呼び捨てだが、『超』ではビルスとウイスからは「さん」付けで呼ばれている。39年前、39年後にビルスの強敵となる超サイヤ人ゴッドが出現すると予言した。ウイスからは1日3回餌をもらっている。
初登場は『超』の破壊神ビルス編の原作となる劇場版『神と神』で、フリーザ復活編の原作の『復活の「F」』にも登場する。
第6宇宙
シャンパ
声 - 岩田光央
第6宇宙の破壊神。ビルスの双子の兄弟で、太ったビルスのような容姿をしており、ビルスが細くて長い尻尾を持つのに対し、こちらは太くて短い尻尾を持つ。一人称は「オレ」。ビルスとは反りが合わずに顔を合わせるたびに喧嘩をしており、また不摂生がたたって太っているためにスタミナはないが、実力はビルスと互角で、彼と本気で戦うと宇宙が滅びるほどである。ビルスの双子であるだけに高圧的で、付き人であるヴァドスの進言にも耳を貸さないが、極度の怠け者であるために破壊活動も基本的にヴァドスに行わせており、ほとんど彼女に頼りきりである。ビルスと同様で思い通りにならないと駄々をこねる子供じみたところがあるが、フロストの話を聞いて同情したり、逆にフロストの本性を知り激怒して彼を破壊しようとするなど、ビルスより人間的な一面もある。
フリーザ復活編でも顔見せ程度に登場する。星を次々とヴァドスに消滅させ、どんな願いも叶う超ドラゴンボールを収集する。破壊神シャンパ編ではビルスから地球のおいしい食べ物の存在を教えられるが、第6宇宙の地球は過去に愚かな争いをして人類が滅び、荒廃した星と化したためにおいしい食べ物の宝庫である第7宇宙の地球を手に入れる目的で集めた6個の超ドラゴンボールを賭けて第6・第7宇宙破壊神選抜格闘試合を開催する。大会では会場設営を担当し、第6宇宙の選抜メンバーには勝ったときの報酬として金銀財宝を渡すことを約束する。漫画版では賞金は出していない。第6宇宙チームが試合に敗れ、一度八つ当たりでヒットたちを破壊しようとするが、全王の出現で破壊神をやめさせられるのを恐れて破壊をやめ、6個の超ドラゴンボールをビルスに渡すとその場を去るが、ビルスが超神龍に第6宇宙の地球と人類を甦らせる願いを言ったことで第7宇宙の地球と同じような文化も甦ったことを知ると、悪態をつきながらも笑みを浮かべる。
前述の大会後、第7宇宙の美味しい食べ物にありつくためにビルスとウイスに第7宇宙との野球の親善試合を申し込む。自身は試合に参加しないつもりではあったが、ヴァドスにそそのかされボタモたちを率いる形で自身も選手として試合に参加し、試合終了後は本来の目的を忘れるほどにボタモたちとともに野球の特訓に励む。ヴァドスとともに悟空とヒットの戦いも見守る。
宇宙サバイバル編では、他の宇宙に挑発したり、野次を飛ばすことが多かったが力の大会で第6宇宙の全ての戦士が脱落して消滅することが決まった際にはビルスに「おい、兄弟!」と叫び、何かを言おうとするも最後まで素直にならず、あっかんべえのように舌を出した直後に消滅した。最終話で人造人間17号の願いで復活し、悪態をつきながらもビルスに感謝した。
漫画版ではアニメ版に先駆けて破壊神ビルス編から登場。ビルスが悟空と戦っている最中に界王神界で界王神たちと接触するが、とくに何もせずに立ち去る。また、フリーザ軍残党を襲撃し壊滅的な打撃を与え、間接的にフリーザ復活の元凶となる。破壊神シャンパ編でははるか昔の回想が描かれ、ヴァドスが用意したビルスとシャンパのバースデーケーキの上のパフパフの実をビルスが先に食べたために兄弟喧嘩に発展し、2人の喧嘩を止めたウイスとヴァドスの提案により、次からは食べ物対決を行うようになった。ここ数十年の間は戦闘のトレーニングを行っておらず体が鈍っている。
キャラクターデザインは鳥山明。
ヴァドス
声 - 山口由里子
第6宇宙のガイド天使で、シャンパの従者。ウイスの姉でもあり、外貌はよく似ている。ロングのポニーテールの髪型。主人であるシャンパにも弟のウイス以上にシニカルで棘のある物言いをする。怒ったシャンパには逆らわず、彼の素行を正すことはしないが、破壊神同士の喧嘩による宇宙滅亡の阻止のため、シャンパを止めることはある。杖をわずかに動かすだけで星を消滅させたり、様々な物質を瞬時に生成する能力を持つ。また、シャンパの命令に従い、星を次々と消滅させ超ドラゴンボールを集める。格闘試合には懐疑的だったが、結局はシャンパに押し切られ、中立空間に浮かぶ「名前のない星」に大会の設備を用意する。シャンパが指示に従わないヒットに業を煮やし、彼らをゲームの駒呼ばわりして無理やり従わせようとした際は「今は勝負の行方を見届けたい気分なんです」とシャンパを諌める。その後、全王が来たのをいいことにシャンパに対する日頃の不満を全王に話す。
宇宙サバイバル編では、全王に「力の大会」の開催の話を持ちかけた悟空のことを「大会が開催されなかったら今頃はレベルの低い宇宙は消滅させられていたかもしれない」という解釈から、生き残るチャンスをくれた全宇宙の恩人と評すが、そのことは他の出場宇宙の界王神や破壊神からは否定される。シャンパを含めて第6宇宙の戦士全員が消滅する際には寂しいと言いながら第7宇宙側に移動するも、シャンパが消滅後は彼にお辞儀し、ウイスの隣で戦いを観戦する。
漫画版ではアニメ版に先駆けて破壊神ビルス編から登場。1000年前はウイスの武術の師匠でもあったため、本人は現在もウイスより少し強いと発言しているが、ウイスは否定している。
キャラクターデザインは鳥山明。
第1宇宙
イワン
声 - 間宮康弘
第1宇宙の破壊神。顔全体が黒い毛で覆われ、眼だけが見える容姿をしている。激烈な感情をその身に秘めている。
力の大会開始前には、武舞台が壊れないかどうか実際に試してみるかを大神官に勧められ、中々面白い思考であるとしてリキールやアラクと手合わせをした。その後は、大破した武舞台の設営をすることになる。
アワモ
第1宇宙のガイド天使。ふくよかな風貌。温厚さと崇高な精神を持ち合わせ、レベルが高く全てを察することができる。
第2宇宙
ヘレス
声 - 浅野真澄
第2宇宙の破壊神。エジプト風の衣装に身を包んだ女性の姿をしており、美意識が高く、醜いものが苦手である。リブリアンたち乙女戦士の「愛の力」を高く買っており、彼女たちの変身を邪魔するものには「無粋な！」と怒りを露わにする。美しいものだけでなく賑やかなことも好きなようで、戦士集めで第2宇宙全体でオーディションを行ったり、戦士たちの能力を解説したり、サワアに力の大会の様子を中継させていた。
全王と大神官に親しげな態度を繰り返す悟空に不信感を抱いているが、一方では彼を美しいと称し、その反面では第2宇宙の戦士ジーミズを執拗に痛めつけて敗退させたフリーザに対して「宇宙にこんな醜い戦い方をするものがいるとは」と不快感を露わにした。また、戦士だけでなく物に対する評価も下すようで、ケフラの乱入で壊れたペルのポタラの散った欠片を見た際には「それもまた美しい」と評していた。脱落した戦士をなじったり、暴行を加える破壊神もいる中、脱落したリブリアンに「よく頑張った」と声を掛けていた。第2宇宙の人間たちからは非常に慕われている。第2宇宙戦士脱落後は、自らの運命をあえて受け入れ、ペルや第2宇宙の戦士全員と共に「愛（ラブ）」と言い残して消滅した。最終話で勝ち残った17号の願いによって復活し、戦士たちと共に涙を流していた。
漫画版では男性の従者を侍らせている様子が描かれ、戦闘では弓矢を使用し、ベルモッドへの反撃に気を取られていたリキールの腕を射抜いた。
自身を「すべての宇宙で一番美しい」と豪語し美にこだわっていたが、力の大会最中の人造人間18号とリブリアンの戦闘中にリブリアン一味の口から「第2宇宙ではリブリアンが美人とされる」ことを知ったビルスから「もしかしてヘレスは第2宇宙ではたいしたことないんじゃないか？」と疑問を投げかけられ不愉快そうにしていた。ヘレスによればリブリアンの星だけであるらしい。
サワア

第2宇宙のガイド天使。ペルとは正反対に、マッチョが苦手で知性を好む。長髪の青年の姿。力の大会では大会の様子を天使の杖を通じて第2宇宙に中継していた。第2宇宙が消滅する前はずっと目を閉じていたが、消滅した後に残ったハートを目で追っている。
第3宇宙
モスコ（ミュール）
声 - 岸尾だいすけ（ミュール）
第3宇宙の破壊神。人間の知性を超えており、ロボットのような風貌をしている。古いロボットなのでしゃべることができず電子音で意思を伝える。
腹部にコクピットのような機関があり、小柄な体躯に赤い肌、2本の大きな角を持つ「ミュール」が搭乗している。第3宇宙全戦士脱落後に初めてミュールが姿を見せ、カンパーリに「世話になったな、あばよ」と言い残し消滅した。最終話で勝ち残った17号の願いによって復活した。
漫画版では全覧試合で逃げ回るビルスを捕獲し、3人の破壊神たちの攻撃を受けても戦闘を続行する頑強さを見せており、ヘレスとリキールの2人を相手取っていた。
カンパーリ
声 - 島田敏
第3宇宙のガイド天使。モスコの電子音を言葉として理解し通訳できる。高い鼻が特徴の男性の姿。
第3宇宙が消滅した際、別れの挨拶をするミュールに「最後出てきたし」とぼやいていた。
漫画版では全王の不興を買ったモスコの失言を「嘘も方便」とフォローしている。
第4宇宙
キテラ
声 - 沼田祐介
第4宇宙の破壊神。黄色い鼠の姿をしている。笑い声は「キッキッキ」。自由気ままに破壊を楽しみ、卑劣な悪巧みを得意とする。第7宇宙の破壊神ビルスを敵視している。ビルスはキテラを苦手としており、悪態をつかれても反論しなかった。各宇宙にスパイを送り込んでおり、第7宇宙の戦士としてフリーザが力の大会に参加すると知ると、第9宇宙の破壊神シドラを唆して刺客を差し向けさせ、第7宇宙の脱落を狙う。第4宇宙全戦士脱落後は敗北を認めずに全戦士もろとも道連れにしようとする往生際の悪さを見せるが、その前に全王によって阻止され、最後は叫び声を上げながら消滅した。最終話で勝ち残った17号の願いによって復活した。
漫画版では普段はゲームに興じている様子が描かれ、破壊神同士の全覧試合にも乗り気だった。過去に腕相撲でビルスに勝ったことがあり、バトルロイヤルでもビルスと同じく最後まで残っている。
鳥山明によるデザインであり、宇宙サバイバル編の最初の原案に描かれたキャラクター。
コニック
第4宇宙のガイド天使。洞察力に優れた有能な天使。大きな前髪が目立つ男性の容姿。第4宇宙が消滅した際は特に反応しなかった。
第5宇宙
アラク
声 - 村田太志
第5宇宙の破壊神。大きな口に頭にトサカのような突起を持つ特徴的な顔をしている。破壊対象を深く検証し、最低限の破壊で可能性を見出す優秀な破壊神。
力の大会開始前には、武舞台が最後まで壊れないかどうか心配していたが、武舞台が壊れないかどうか大神官が試せばいいと諭し、それに乗ったリキールに来るよう促され、しぶしぶイワンやリキールと手合わせをした。その後、大破した武舞台の設営を頼まれた。
漫画版では瞑想をしている様子が描かれ、電撃のような攻撃を使用する。
クカテル
第5宇宙のガイド天使。優秀な界王神と破壊神を見守り、自らも2人の優秀さから学んでいる天使。厳つい巨漢のような姿だが女性タイプ。
第8宇宙
リキール
声 - 岸尾だいすけ
第8宇宙の破壊神。尾が3本の狐の姿をしている。対となる界王神イルの計画の不備を治すのが生きがい。計画の不備となるレベルの低い存在を厳格に破壊する。
力の大会開始前には、出場する宇宙より自分たちの宇宙がどれほど優れているかを全王に改めて証明するため、イワンやアラクと手合わせをする。その後は、全王はお喜びになられたかどうかを大神官に尋ねるが、全王はお休みの最中でその戦いを見ていなかった。さらに、大破した武舞台の設営を頼まれる。
力の大会開始後は、当初は残りの数からして生き残るのは第6・第7宇宙と分析していたが、悟空と戦うリブリアンの戦いぶりを見て「あの愛の力強さはヘレスの言う美しさなのか」として案外第2宇宙が最後まで残るかもしれないと第2宇宙に肩入れし始める。
漫画版では尾を9本に増やして先端から気弾を一斉掃射する技を見せた。
コルン
第8宇宙のガイド天使。思い込みが激しく、自己主張が強い天使。自分が良いと思ったことは我先に主張する。短髪の青年の姿。漫画版では大神官の息子であり、ウイスの兄であることが判明している。
第9宇宙
シドラ
声 - 間宮康弘
第9宇宙の破壊神。髭面のごつい男性の容姿。軟弱で優柔不断な破壊神。第9宇宙は界王神が主導権を握っている宇宙となっており、ロウに敬語を用いることがある他、ダメージを受けない魔人ブウに動揺した際には「うろたえるな」と叱責を受けている。また、ロウがバジルにドーピングを施し激しい攻撃をさせた際には「やりすぎではないか」と進言するなど、粗暴な人物が多い第9宇宙の人物として比較的良識人でもある。その性格から中々破壊ができないが、義務のために無差別破壊を行うこともある。
自分との関わりを隠して動かせる鉄砲玉を持っており、キテラにそそのかされて第7宇宙のフリーザを暗殺するために刺客として差し向ける。その際にフリーザから第9宇宙の戦士として引き抜いてほしいと持ち掛けられ、それに反対するロウと意見が分かれ言い争いになる（その際、自身よりフリーザの方が破壊神のようだとロウに言われた）。力の大会にて自チームが敗北して第9宇宙消滅が確定した際は、断末魔を上げるロウとは逆に、取り乱さずに消滅した。最終話で勝ち残った17号の願いによって復活した。
漫画版ではシールドを張ってビルスの攻撃から他の破壊神たちを守り、シールドの展開速度は誰にも負けないと自負している。また、アニメ版と違い破壊対象しか破壊しない。ただし、たまに計算ミスをするため対象外の星を破壊してしまい、大神官に怒られることも。
モヒイト
声 - 緑川光
第9宇宙のガイド天使。優男のような男性の姿で知的な天才児タイプ。ダメな界王神と破壊神に呆れており、2人を冷たいまなざしで見つめている。力の大会では、第9宇宙と共にシドラやロウ、戦士たちが消滅した際は、悲しむこともなく「順当なんですけどね」と割り切り平然とした表情を浮かべていた。
第10宇宙
ラムーシ
声 - 川津泰彦
第10宇宙の破壊神。象の顔をした容姿をしている。怠惰な破壊神で、星を破壊するのが面倒で嫌っており、破壊神の立場をちやほやしてくれる存在を好む。怒るとその長い鼻を伸ばし大声で叫ぶなど熱血的な面も見せ、語尾に「じゃ」をつける喋り方をする。力の大会で自分の宇宙の選手が脱落した際は、長い鼻でおしおきをする。第10宇宙戦士脱落後は潔さを示すゴワスに伴って自らも潔く消滅した。最終話で勝ち残った17号の願いによって復活した。
漫画版では全宇宙一の声量を持つとされ、その「雄叫び」は聞いた者の運動神経を一時的に麻痺させる。界王神だと気絶し、破壊神クラスですら立っているのがやっとという威力を持つ。全王と天使には効かない。
クス
声 - 今野宏美
第10宇宙のガイド天使。小柄で三つ編みをした少女のような姿で、性格は無邪気。正義と悪の区別をつける界王神と破壊神にいつも忠告している。しかし、正義と悪のぶつかり合いには、思わず血湧き肉踊ってしまう。力の大会で第10宇宙と共に戦士たち、ゴワス、ラムーシが消滅した際は寂しがっていた。
漫画版では、天使は全員姉弟であり、クスが一番年上だということが判明している。
第11宇宙
ベルモッド
声 - 菊池正美
第11宇宙の破壊神。ピエロの姿をしている。正義感が強く悪を許さない心を持ち、第11宇宙のヒーローチーム「プライド・トルーパーズ」の活躍に胸を躍らせている。特にチームの中でもジレンには誰よりも期待を寄せており、それ故に一時的に「身勝手の極意」に進化した悟空がジレンと渡り合っていた際には「そんなこと、あってはならない」と驚愕していた。また、他の宇宙の戦士たちが自分たち宇宙の戦士に敗北するか、追い詰められていた際には見下す態度を見せるなど、自信過剰だが、逆に窮地に陥った際には地団太を踏んだり、焦りを見せている。最終話で第7宇宙の勝利により消滅したが、勝ち残った17号の願いによって復活した。
漫画版では、ある惑星を破壊しようとしていたが、そこの女性をはべらせたり、その中の一人がマルカリータをナイフで脅迫すると破壊したりしている。破壊神の引退を考えており、次期破壊神候補としてトッポを育成していることを全王と大神官に打ち明けた。また、全覧試合ではビルスの攻撃から自分たちを守ったシドラをその直後に蹴落とす。この振る舞いには、ジーンなどシドラに守られた破壊神々も苦言を呈したが、ベルモッドはこれを意に介さず逆に全破壊神に呈言、本来はサバイバルファイトであるところをビルスだけに集中攻撃をしていたため、本来の公平な試合に戻した。また、他の破壊神の行動を制限する術と、破壊神のバリアですら貫通するトランプのような形状の広範囲攻撃を持つ。
マルカリータ
声 - 佐々木愛
第11宇宙のガイド天使。語尾に「ですますよ」を付けて話す。ツインテールの髪型の女性の姿。主人であるベルモッドやカイの偏った正義に対して、苦言を呈している。脱落したトッポに労いの言葉を掛けるなど、気遣いのできる一面もある。また、力の大会前に破壊神候補としてスカウトされたトッポに対して特訓を行っている。ヴァドスとはただならぬ関係のようで、力の大会終盤で大神官の手で観覧席の距離が短くなった際は互いに牽制し合っていた。
第12宇宙
ジーン
声 - 織田優成
第12宇宙の破壊神。半魚人の姿をしている。無慈悲かつ必要な破壊のみを行う優秀な破壊神。しかし宇宙のレベルが高いため破壊対象がなくなり、最近は退屈な日々を送っている。
力の大会開始前には、イワン、アラク、リキールが手合わせするのに対し自分は「結果は見えている」として戦わず、結果、3人は破壊した舞台の修理に追われジーンは一人笑みを浮かべていた。
マティーヌ
第12宇宙のガイド天使。太った女性の姿をしている。界王神アグと破壊神ジーンが優秀でやることがない。しかし、優秀な2人をさらなる高みへと押し上げようとしている。

### 各宇宙の界王神と従者
第6宇宙
フワ
声 - 増谷康紀
第6宇宙の界王神。
フワの付き人
声 - 田中一成
第6宇宙の界王神の付き人。
第1宇宙
アナト
声 - 織田優成
第1宇宙の界王神。
第2宇宙
ペル
声 - 塩屋浩三
第2宇宙の界王神。
第3宇宙
エア
声 - 成瀬誠
第3宇宙の界王神。
第4宇宙
クル
声 - 西村知道
第4宇宙の界王神。
第5宇宙
オグマ
声 - 浦和めぐみ
第5宇宙の界王神。
第8宇宙
イル
声 - 森田成一
第8宇宙の界王神。
第9宇宙
ロウ
声 - 増谷康紀
第9宇宙の界王神。中年の男性の容貌。自分の宇宙には優しいが他の宇宙を見下しており、破壊神のシドラよりも荒々しい性格。
第10宇宙
ゴワス
声 - 後藤哲夫
第10宇宙の界王神。
ザマス
声 - 三木眞一郎
第10宇宙の界王神候補。もとは第10宇宙の界王だったが、そのたぐいまれなる才能から界王神候補に選ばれた。
第11宇宙
カイ
声 - 村田太志
少年の容姿をしている第11宇宙の界王神。命を大切にする正義感が強く優しい心の持ち主だが、打算的な性格でもあり、他の宇宙に対して見下した態度を取っている。
第12宇宙
アグ
声 - 高戸靖広
第12宇宙の界王神。

### 全王と従者
全王
声 - こおろぎさとみ
全宇宙の神々を統べる最高位の神。丸く青い顔に小柄な体型で、外見の通り幼い言葉で話し、語尾に「のね」を付ける癖がある。全ての神々から絶対的な敬意を抱かれると同時に畏怖される存在。側近の大神官の言葉にはある程度は耳を貸している。大神官を通して天使を各宇宙にガイドとして派遣しており、天使に対してはある程度寛容な姿勢を見せる。一人称は「ボク」。
崇高な存在だが、幼子の如く純粋な性格故の恐ろしさも持ち合わせる。常日頃から宇宙の数が多すぎると語っており、12の宇宙に格付けを行い優秀な宇宙以外は不要と考えている。評価基準は「人間のレベル」であり、それは人々を導く立場にある界王神と破壊神に対する評価でもある。
全王が戦うことはないとされている。しかし、その気になるだけで一瞬でその世界を司る神も含めた宇宙そのものを消す力をもつ。消滅の力は基本的に宇宙全体に対して行使されるが、特定の個人のみを消滅させることも可能。宇宙を消滅させても全王自身には影響はなく、消し去った跡は七色に輝く不思議な空間となる。その昔、実際に機嫌を損ねて、当時18あった宇宙のうち6つを消している。ビルスからは「とんでもないほどに最強」と畏怖されている他、東の界王神からは「何者であろうとも全王様だけは倒せない」、ヴァドスも「全王様からは逃げることも逆らうことも絶対にできない」と語っている。強い気はまったく持たない。
ビルスたちが破壊神の仕事を怠け、勝手に第6・第7宇宙破壊神選抜格闘試合を開催したことに対し注意しにやって来るが、観覧したことで格闘試合を気に入り、近いうちに全部の宇宙から戦士を集めて格闘大会を開催することを思いつく。それを快く思った悟空のことも気に入り、再会を約束する。機嫌さえ損ねなければ基本的に善人で友達を欲しがっており、悟空からは「全ちゃん」と呼ばれる友人となり、全王を呼び出すことのできるボタンを悟空に渡す。ザマスとの問題解決後に悟空から新たな友人として未来世界の自身を紹介された。
その後、未来世界の全王と惑星をぶつけ合うゲームに興じており、人間レベルの低い8つの宇宙を消そうとしていたが、悟空によって全宇宙の格闘大会の話を思い出し、常々考えていた8つの宇宙削減も踏まえて、宇宙の生き残り（免除）をかけた「力の大会」の開催を決定。また、格闘大会を見たことがない未来の全王のため、力の大会の前に12の宇宙の破壊神を戦わせる（アニメ版は最低ランクである第7宇宙と第9宇宙を戦わせる）「全覧試合」を執り行うこととした。漫画版では破壊神同士の戦いが見辛かったために力の大会の開催をやめやはり8つの宇宙を消そうとするが、悟空の説得でたまたまその場にいたトッポと悟空の試合を続けて要求し、それを元に力の大会のルールを決めた。大神官の弁によると力の大会とは元々消滅対象に入っていた8つの宇宙に免除のチャンスを与える大会であるとのこと。
力の大会では未来世界の全王とともに試合を無邪気に観戦し、神Pad（かみパッド）を操作して脱落選手の管理を行い、敗北した宇宙を容赦なく消滅させるが、アニメ版では実は悟空たちが超ドラゴンボールで消滅させた宇宙を元に戻すことを見通しており、本気で宇宙を消すつもりはなかったらしく未来の全王共々また悟空と楽しいことしたいと願った。なお漫画版では力の大会で敗退した7つの宇宙を最初から助けるつもりだったかは言及されていない。
未来世界の全王
未来世界に存在する全王。『超』の基本となっている時間軸とは別の未来世界の全王のため、初登場時点ではまだ悟空との面識はない。悟空たちやトランクスの未来世界において宇宙そのものとなったザマスを倒すために悟空によって呼び出され、未来世界の現状を説明され「こんな世界はいらない」と、宇宙となったザマスを未来世界ごと消滅させる。その後、タイムマシンで戻ってきた悟空により現在世界に連れてこられ、現在世界の全王と対面して遊ぶための友達になる。現代世界の全王と対照的に左の手を上げる癖があり、その度に右に上げ直している。力の大会後は現在世界の全王同様に悟空を気に入って2人で悟空に次の遊びを催促していた。

大神官
声 - 高塚正也
全王の側近。天使たちの父親。全王に進言できる唯一の人物であり、界王神や破壊神もひれ伏す存在。丁寧で温和な言葉遣いをしているが、全王の意向に逆らう者には静かな威圧を行う。少年のような小柄な容貌をしている。
実力は天使たちや神々の中でも別格で、全宇宙で5本の指に入るほどの戦闘力の持ち主で、ウイスでさえ足元にも及ばない実力で、超能力で巨大な武舞台を僅か40時間で作り上げる他、破壊神たちの渾身の一撃をそれぞれ指一本で止めたり等、その高い実力の片鱗を見せている。
全王に忠実で、冷徹な決定にも表情を変えることはない。また、乱入者が現れると全王の付き人と共に即座に全王をかばうように立ちふさがる。全王の代弁を行うこともある。力の大会では、審判の役割も務めている。
全王の付き人
声 - 高塚正也、織田優成
全王の左右に控える付き人たち。いずれも瓜二つの容姿で痩せていて高身長。常に浮遊しており、地面に潜り移動する能力を持っている。また、ウイス、ヴァドスと同じく宇宙空間を移動できる。別れるときに「バイちゃ」と挨拶する。基本的には2人だが、全王が未来世界の全王と友達になって以降は4人登場している場面がある。

## 『銀河パトロール ジャコ』初出キャラクター
『銀河パトロール ジャコ』初出キャラクター。
ジャコ
声 - 花江夏樹
銀河パトロール隊員で自称「スーパーエリート」。ブルマとタイツの古い友達。もとは『ドラゴンボール』の前日談でもある鳥山明の漫画『銀河パトロール ジャコ』の主人公。年齢的にはブルマより年上だが、外見は『銀河パトロール ジャコ』当時から変わった様子はない。同作の終盤で存在が挙がる恋人とはすでに別れている。
復活したフリーザが1000人の兵士を連れて地球にやってくることを、フリーザが到着する約1時間前にブルマに伝えに来る。本人はフリーザと戦う気は全くなく伝えるだけで逃げるつもりだったが、ブルマに無理矢理決戦の場に連れてこられフリーザ軍の兵士と戦うことになる。その後は悟空とフリーザの戦いを見守る。
破壊神シャンパ編では、新型宇宙船は地球まで50分で来られるようになっており、タイツを通じてブルマから連絡を受けてすぐに地球に来るように言われる。ブルマからは便利屋のように扱われて何かと振り回され、よくそのことを嘆く。悟空と親しげに会話する仲になるが、ブルマの夫であるベジータを苦手とする。第6・第7宇宙破壊神選抜格闘試合の観戦に銀河王を連れてくる。現在でも視力に優れ、刺された悟空ら当人やビルスですら気づかなかったフロストが忍ばせていた毒針を見抜く。ヒットの使う技が銀河法違反である時間のコントロールにあたるのではないかとブルマに指摘されるが、ジャコも銀河王も命惜しさにヒットを逮捕せず、漫画版ではヒットを見逃した口止め料として銀河王からさらに新しい宇宙船をもらう。格闘試合後に祝勝会用として宇宙で人気のスイーツを手配する。
『超』の漫画版では、“未来”トランクス編にタイツと共に登場する。
『ドラゴンボール』の作品では『超』のフリーザ復活編の原作である、劇場版『復活の「F」』が初登場となる。
タイツ
声 - 鶴ひろみ
ブルマの姉。もとは『銀河パトロール ジャコ』の登場人物。
破壊神シャンパ編から登場。人気SF作家であり、本作ではショートカットでオーバーオール姿。
ジャコとは知り合いでたびたび連絡を取っており、ブルマがジャコに用があると電話をかけてきたため、ジャコと連絡をつなげる。なお、仲間として付き合いの長い悟空や夫であるベジータはブルマに姉がいたことが知らなかったので2人ともこれには驚愕する。
漫画版では“未来”トランクス編の冒頭でも登場し、ビルスやウイスとも対面するが、トランクスが未来から来る前にジャコの宇宙船で帰宅する。銀河パトロール囚人編でも登場している。
銀河王
声 - 魚建
銀河パトロールの指導者。もとは『銀河パトロール ジャコ』の登場人物。
破壊神シャンパ編から登場。緑色の巨大なタコのような形をしていて、銀河パトロールのマークが入った王冠をかぶっている。ジャコが第6・第7宇宙破壊神選抜格闘試合の観戦に一緒に連れてくる。銀河で一番偉いとされるが、界王神や破壊神などと知り合いのブルマにはそれほど驚かれない。
多数の手足に見える部位には陰茎も含まれており、悟空から握手のつもりで誤って握られ赤面する。
鳥山明と桂正和の合作漫画『JIYA -ジヤ-』にも名前のみ登場する。

## 『ドラゴンボールZ 復活の「F」』初出キャラクター
妖精たち
声 - 下地紫野、一木千洋
地球の地獄にいる妖精たち。地獄に落ちて力を奪われ木に吊るされたフリーザの前で、軽快に踊りパレードを見せ続けている。フリーザにとっては、これが耐え難い屈辱と苦痛である。バニーガールタイプもいる。
初登場は『超』のフリーザ復活編の原作となる、劇場版『復活の「F」』。

## 破壊神ビルス編
王様
声 - 間宮康弘
とある惑星の王で、星を破壊しにやって来たビルスを料理でもてなして機嫌を取ろうとする。差し出した完全有機農法天然無菌牛のア・ラ・プラネテーゼはビルス好みの味ではあったが、脂肪分が高かったことが原因で機嫌を損ねたビルスによって星を半分だけ破壊される。
漫画版では料理に毒を混ぜてビルスを毒殺しようとするが全く効果が無かった上に毒殺が露見し、ビルスの予定通り星全体を破壊される（漫画版でも脂肪分が高かったかは不明）。この際に出した料理の1つである「スープ・ヤサイ・ジンコット」の名前はビルスに夢で見た超サイヤ人ゴッドを思い出させるきっかけとなる。アニメ版と漫画版で容姿が異なる。
モギーナ星人
声 - 荒井聡太
名前は『ICカードダス ドラゴンボール』より。4つの目と4つの腕を持ち、原始的な狩猟生活を行っている宇宙人たち。リーダーは戦闘モードに変身することが可能で、角から電撃、口からエネルギー波を放つことができる。第7宇宙で評判な恐竜の肉を横取りにやってきたビルスと交戦となるが、まったく相手にならず敗れ、星ごと破壊される。漫画版には登場しない。
ガルビ
声 - 星野充昭
スナク星という惑星出身の宇宙人で勇者でもある。スナク星人は犬に似た種族を恐れているため、犬を苦手としている。また彼らにはスナク星特有の敬意の踊りがある。ビルスを追い払った人物に興味を持って大使（声 - 斉藤次郎）や秘書（声 - 後藤哲夫）とともに地球に現れ、自分が倒したと嘘をつくサタンの話を聞き勝負を挑む。サタンとの戦いの最中、犬のベエを見た際に恐怖で棄権し、大使や秘書とともに引き上げる。漫画版には登場しない。
ビビス
声 - 半田裕典
サタンが破壊神ビルスを倒したのは自分だと言ったとき、ビルスの名前を思い出せず、適当に言うサタンの中の架空の人物。容姿はビルスをモチーフにしているが、人の言葉を発しない。漫画版には登場しない。

## 破壊神シャンパ編
ズノー
声 - 園部啓一
地球から少し離れたところにある星に住んでいる宇宙人で、なんでも知っているという賢者。界王神との連絡手段を持っている。福助人形のような大きな頭とちょんまげに着物姿をしており、ズノーの世話をする同じ容姿の付き人たち（声 - 平井啓二、深川和征、今井浩平）がいる。原則として予約しないと面会できず、ブルマとジャコが超ドラゴンボールのことを聞こうと訪ねたときの予約は7年待ち。
質問する前には「貢ぎ」として頬にキスをする必要がある。質問者の性別や年齢、容姿などによってできる質問の数が異なるが、大男は受け付けてない。男性より女性の方が判定は甘いようだが、ブルマがキスをした際には「お前は女だが中年だしタイプではない」と言い放っている（それでも質問は3回許された）。タイプはマキのような女性で、当のマキには時代遅れのセクハラと言われている。超ドラゴンボールの詳細といった質問ばかりかブルマのバストサイズまで（過去との比較も含めて）も答えられるなど質問への返答は正確。しかし、あまりに正確過ぎて余計な情報まで長々と語られたり、聞き返しただけで質問1回分がカウントされるなど、癖は強い。
“未来”トランクス編では、超ドラゴンボールの存在を知ったザマスに強引に押し入られ、脅しを受けながら超ドラゴンボールの使い方とそのありかに加えて、悟空のことについて教え、そのことを東の界王神に連絡する。
漫画版では予約の必要はなく、1度質問すると次に質問できるのは1年後となる。しかしマキのようなタイプの女性が再びキスすれば、すぐにでももう10個の質問を受け付けるという。
ズノーおよび付き人のキャラクターデザインは鳥山明。
龍神ザラマ
名前のみ登場。「超（スーパー）ドラゴンボール」を造り出した存在。ボールはどの角度から見ても赤いヒトデ型をなすよう屈折を利用したザラマオリジナルの構造で、特許を取得している。
銀河パトロール隊員
声 - 半田裕典
声のみ登場。銀河パトロール全隊員に本部からの指名手配犯ゲップマンの逮捕指令を通達する。ジャコが宇宙に浮かぶ銀河天然記念物654号を誤って破壊した際にも連絡を入れるが、ジャコからはゲップマンが破壊したという嘘の報告を受ける。漫画版には登場しない。
ゲップマン
声 - 増谷康紀
カエルのような姿をした宇宙人。食い逃げの常習犯として銀河パトロールに指名手配されている。食い逃げがライフワークであり、捕まらずに食い逃げし続ける方法をズノーに聞きにきたところでジャコと鉢合わせし、取り押さえられる。漫画版には登場しない。
歌手
声 - 増谷康紀
頭から触覚が1本生えた蝶ネクタイをしたペンギン型の宇宙人。第6・第7宇宙破壊神選抜格闘試合の開催前に宇宙歌を斉唱するが、｢宇宙って広ーいー｣と短く歌うだけである。
レフェリー
声 - 田中一成
第6・第7宇宙破壊神選抜格闘試合の審判。頭から触覚が1本生えた宇宙人。触覚は情報をリアルタイムで受信できる。シャンパが連れてきたレフェリーだが、きわめて公平なジャッジを行う。漫画版では同じ姿をした係員が数人登場する。
モナカ
声 - 菊池正美
ビルスが第6・第7宇宙破壊神選抜格闘試合のために連れてきた戦士。惑星ワガシに住む英雄であり、ビルスやウイスらを除けば第7宇宙では最強という触れ込みで、第7宇宙チームの主将を務める。「モナカ」とは惑星ワガシでは｢大いなるポンタ（乳首）｣を意味する。
その正体は、ビルスが悟空とベジータを発奮させるために第7宇宙最強の戦士を演じさせたただの素人。本業は宇宙の運送会社で配達員をしており、「大いなるポンタ」のラジオネームでラジオ銀河に投稿もしている。漫画版ではとても静かで温和な人柄だが、ひとたび牙を剥けばビルスでも手こずるほどの実力者だとウイスが語る。ビルスの星で悟空は初対面した際、どうしても実力が気になり不意打ちの攻撃を放ったがモナカはまともに受ける。悟空は避けると思っていたため、すぐさま謝るが、モナカも怒らず許す。
戦いは全くの素人なために悟空たちの凄まじい戦いにすぐに気絶していまう癖があり、選抜格闘試合中も悟空らの試合の激しさを見て目を開けたまま何度も気絶する。悟空がこれ以上の戦闘は不可能と判断し、自ら場外に落ちたことで最終試合でヒットと戦わされるも、悟空に借りを返すためにヒットがわざと負け、結果的にヒットに勝利する。
強運の持ち主で、ベジータが破壊し飛び散ったガラス状のバリアの破片がモナカの周りにとどまったり、戦士たちの凄まじい攻防を見てもピクリとも表情を変えない（実際はただ気絶していただけだが）で無傷の彼をみた悟空からは一層大物扱いされる。
配達屋という仕事柄よく宇宙地図を見ており、ブルマの超ドラゴンレーダーの反応を見ると、立体的に見る必要があるとアドバイスで超ドラゴンボールの四星球を見つけるきっかけを作る。格闘試合が終わると、手間賃としてビルスから大量の財宝をもらう。また、サタンに気に入られてジムのイメージキャラクターにならないかと契約を迫られ自身の着ぐるみまで作られていた。結果、偶然から祝勝会場にスイーツを配達に地球に来てしまい、戦いたがる悟空を欺くためにビルスがその着ぐるみを着て戦うことでごまかしきることに成功した。
宇宙サバイバル編では力の大会の出場選手として悟空に名前を挙げられるが、具合が悪いと理由をつけられてビルスに反対される。
キャラクターデザインは鳥山明。
超神龍（スーパーシェンロン）
声 - 大友龍三郎
第6宇宙・第7宇宙に散らばる超（スーパー）ドラゴンボールを7つ揃えると現れる神龍。体色は金色で、銀河系の何百倍もの大きさを持つ。

教授夫妻
声 - 斉藤次郎、斉藤貴美子

パン屋
声 - 藤本たかひろ

### 第6宇宙の出身者（破壊神シャンパ編）
キャラクターデザインはいずれも鳥山明。
ボタモ
声 - 高戸靖広
第6宇宙破壊神選抜チームの一番手で、太った黄色いクマのような宇宙人。全身は無毛。並外れた弾力の体を持ち、衝撃を吸収してダメージを軽減することができる。また、アニメ版では口から、漫画版では耳からビームを放って攻撃する。
通常の悟空の打撃やかめはめ波による攻撃を受け付けないが、弾力のある体への過信や、戦闘力自体はそれほど大したことがないことが仇となり、最終的には悟空の機転により場外に落とされて敗北する。敗戦後はうなだれながら観戦を続けるが、後にベジータに「ぽんこつ」と言われて落ち込むマゲッタを慰める。また、第6宇宙と第7宇宙との野球の親善試合にも参加し、マゲッタとのコンビネーションを披露する。
力の大会ではベジータや悟飯と交戦し、ここでも弾力のある体でピッコロたちの総攻撃にも耐え、悟飯や超サイヤ人のベジータの打撃攻撃は効かずに優位に立つが、相変わらず自身の力に過信したためにベジータの機転により場外に落とされそうになったところをマゲッタに助けられ、その際に悪口に弱いマゲッタのフォローとして、マゲッタの肩に乗ることで耳を塞ぐ役割を担う。その後、ケールが無差別に気弾を乱射した際はマゲッタと共にその場から避難した。その後は悟飯と対戦し、パンチを撃ち込まれ続けて宙に浮かされ、悟飯に攻撃を当てることやジャンプして脱出することもできずにかめはめ波で場外に吹き飛ばされ、せめて道連れにしようと悟飯にビームを放ったが、結局は弾かれて失敗に終わり、そのまま場外に落ちて脱落した。
漫画版では17号の攻撃をことごとく受け流していたが、体型が激しく変形するほどの攻撃を受け、元に戻る反動で場外まで吹き飛ばされて脱落した。
フロスト
声 - 中尾隆聖
第6宇宙破壊神選抜チームの二番手で、第6宇宙の帝王。一人称は「わたし」。第7宇宙の帝王フリーザと瓜二つの外見と同じ声をしており、当初は紳士のように振る舞う。また、表向きは第6宇宙にはびこる戦争の悲劇を根絶するために平和維持軍を率いて紛争地へと飛び込み、戦後復興支援や子供たちへの援助にも力を注いでおり、宇宙平和賞を3回受賞した英雄として称えられ、試合に勝てばシャンパが活動を支援するとヴァドスがスカウトしてきたのでそれを受けたが、実際は裏の組織である宇宙海賊に星を襲撃させて紛争を自作自演で解決し、荒れた星を安く買い叩いて復興と再開発の利権で儲けるというビジネスを展開している。両腕の手首付近の小さな穴に即効性の毒針を忍ばせており、刺された相手は一時的に意識が朦朧とした状態に陥るが、刺されても痛みはほとんどないことやフロスト自身のこれを扱う技術が巧妙なことも相まって刺された相手も何が起きたかすら分からない。また、第1形態時点でも通常状態の悟空と互角程度に戦い、突撃形態になれば悟空を圧倒することができ、最終形態では超サイヤ人になった悟空には遠く及ばないものの、ピッコロでは魔貫光殺砲による一撃での勝利を狙わなければならない実力を持つ。
悟空と次に対戦するピッコロに対して前述の毒針を用いて勝利するが、そのことが三番手として対戦するベジータの怒りを買い、毒針を使う隙も見せられないままベジータの一撃の前に敗れる。敗北後はシャンパの用意した報酬を持ち逃げしようとしたが、同じく報酬を狙っていたヒットによって粛清される。その後、負ったダメージによりうなだれた状態で観戦席へと強制的に戻され、格闘試合が終わった後はマゲッタに担がれた。大会後はキャベの証言によって裏稼業が露見したために指名手配犯として逃亡していたが、生に対する執念は使えると判断したシャンパの要請でヒットに断れば殺すと脅しをかけられた上で「力の大会」の第6宇宙代表の選抜戦士の一人としてスカウトされ、シャンパから今までの罪の帳消しを断られた代わりに自分のビジネスと前回の第7宇宙との大会で恥をかかされたベジータへの復讐のために参戦した。また、「力の大会」開始直前にはフリーザと初対面を果たし、互いに素性を語り合った後はフリーザから手を組まないかと誘われたことですぐに了承した。
「力の大会」では第4宇宙のマジョラを倒したことから、浮かれあがりで油断していたクリリンを尻尾の一撃で場外に落として脱落させた。その後は弱っていた亀仙人を狙い、執拗に痛めつけて場外へ落とそうとするなどの卑劣な闘いを見せ、その際に亀仙人の魔封波で瓶の中に閉じ込められそうになるが、間一髪で亀仙人が外したことで事なきを得る。その後、ベジータもビームで狙い撃ちすることでベジータの視線を自分に向けさせ、耳栓をしたマゲッタとの連携プレイでベジータと亀仙人を追い詰め、亀仙人が放った3度目の魔封波を魔封波がえしで跳ね返すことで一度はベジータを瓶の中に閉じ込めたが、亀仙人が放っていた小さな気弾で瓶の口を破壊されてベジータの解放を許し、さらにはベジータの悪口でマゲッタが戦意を喪失したために勝機を失ってその場を後にした。さらにその後は、悟飯と対面していたフリーザに接触するが、当初はフリーザを「先輩」と呼んで敬意を払っているようにし、本当に自分と手を組んでいるかをこの目で確かめるために悟飯を攻撃することを要求する。その後、フリーザが悟飯を叩きのめした様子を見て信用し、ゴールデンフリーザになったフリーザから修行すれば自分もゴールデンになれることやパワーアップの仕方およびそのパワーアップ形態の弱点を教えられるが、最後は「誰も信用しないこと」をアドバイスされると共にあっさり気弾で場外へ落とされて脱落した。脱落後は、騙されたことに立腹し、さらにはフリーザから小物扱いされたことに逆上して観客席からビームでフリーザを狙おうとしたが、全王により消滅させられた。その後17号の願いにより復活した。
漫画版では第6宇宙最強の拳闘士と呼ばれており、戦争関連の話には特に言及されることはない。アニメ版と同様に紳士的に振る舞うが、その裏に卑劣な本性を隠しており「賞金も出ない戦いなど早く終わらせたい」という理由で同様の反則を行う。アニメ版では終始丁寧語だが、漫画版では本性を現したときは粗暴な口調で話す。宇宙サバイバル編では最序盤からフリーザの申し出を聞き入れ、助言通りに遥か格下のクリリンと天津飯を瞬殺、続いて亀仙人を狙うが悟空が現れたために標的を変更する。悟飯とピッコロを苦戦させる第9宇宙の戦士たちをフルパワーで一網打尽にするが、消耗しきった隙を突かれて裏切ったフリーザに場外へと落とされた。
劇中披露するのは、フリーザでいうところの第1形態、第3形態、最終形態だが、漫画版の単行本第1巻では幕間ページにてクリリンがフロストの第2形態を想像した姿が掲載されている。
第1形態
フリーザの第1形態にあたる姿。フリーザの体色が紫を基調としているのに対し、フロストは青を基調としており、下半身は黒い。その他、体格はフリーザより一回りほど大きく、胸部や背中の外殻がないといった点が異なる。破壊神選抜格闘試合において、悟空に促されて突撃形態に移行する。
突撃形態
フリーザの第3形態に当たる姿。当初はこの形態が自身の最終形態であると称する。破壊神選抜格闘試合の第2試合中に変身し、フリーザとは違って体躯はそれほど大型化せず、身長は悟空と同じ程度である。紛争地に飛び込む際には主にこの形態を使う。漫画版では、この形態を見たピッコロはフリーザ第3形態との闘いを思い出す。フリーザと同じく指先からの衝撃波を使用するが悟空にはまるで通じず、超サイヤ人へと変身したのを見て慌てて最終形態へと移行する。
最終形態
フリーザの最終形態にあたる姿。破壊神選抜格闘試合で悟空から「本気を見せてくれ」と言われて変身し、本人は「温存していたわけではないが、パワーの制御が難しく、そのため一度だけ殺す必要のない悪党を手に掛けたために最終形態は封印していた」と言うが、悟空なら大丈夫と思い変身したといった旨の発言をする。宇宙サバイバル編では最初からこの姿で登場している。
最終形態フルパワー
フリーザの最終形態フルパワーにあたる姿。宇宙サバイバル編でフリーザからアドバイスを受けた際、変身している。

オッタ・マゲッタ
声 - 龍田直樹
第6宇宙破壊神選抜チームの三番手。巨大なロボットのような姿をしているが、66950系銀河に住む金属生命体「メタルマン」と呼ばれる種族の宇宙人。頭部は開閉式になっており、そこから溶岩を飲み、それをエネルギー源としているが、体内機関では溶岩状の体液が燃焼しており、頭頂部から煙や排気ガス（いわゆる屁）を排出する。また、口からは溶岩の唾を吐き出すことができ、超サイヤ人のベジータのギャリック砲に押し勝つほどの威力を持つ。空中戦が苦手だが、頑丈な体を持ち、超サイヤ人のベジータの攻撃にも耐えられるほどに強固である。体内機関の溶岩状の体液を燃焼させて体温を高温化させることで全体的に戦闘能力をパワーアップでき、この高温化能力は周囲環境にも影響を与えるほどで、一帯の温度を極度に上昇させて閉鎖空間では酸素を薄くするために対戦相手は消耗戦を強いられるが、他にも体を回転させたり、溶岩の唾液を固めて棍棒状の武器にしたりと多彩な技を持つ。また、ベジータが先を見据えて力を温存しながら闘っていたとはいえ場外負け寸前まで追い込むほどに戦闘力は高く、一方ではメタルマン特有の性質として、悪口を言われただけで戦意を失うほどに繊細で精神面が弱いという弱点もある。漫画版ではシャンパの介入でリング上の優位を得ず、熱を用いた戦法は行わずに1000トンの重量から繰り出される打撃と唾を補助的に用いる戦いを見せる。
シャンパによる追加ルールと上記の能力による環境の変化もあってベジータを苦戦させるが、ベジータのファイナルフラッシュで舞台端まで押され、さらには追撃に殴りかかられた際にベジータから「ポンコツ」（漫画版では「鉄屑野郎」）と言われたことで戦意喪失し、そのまま場外に落とされて敗北する。敗戦後は酷く落ち込むが、直後にボタモに慰められる。また、第6宇宙と第7宇宙との野球の親善試合にも参加し、ボタモとのコンビネーションを披露する。
力の大会では、ベジータに敗れそうになったボタモを助け出し、ボタモを耳を塞ぐ耳栓代わりとした状態でベジータと再戦する。その後、頑丈な体とパワーを活かしてあらゆる戦士と対峙するが、ケールが無差別に気弾を乱射した際はボタモと共にその場から避難した。その後は、ラバンラと交戦した。さらにその後、溶岩の耳栓をした状態でフロストとの連携プレイでベジータと亀仙人を追い詰めるが、超サイヤ人ブルーのベジータの威圧の前に挙動不審になり、耳栓を気弾で外されて「屑鉄糞野郎」と言われたことで戦意を喪失し、落ち込んでいるところをベジータから「豆腐メンタル鍛えなおしてきやがれ」と吐き捨てられ、そのまま場外へ落とされて脱落する。
漫画版では暴走したケールを取り押さえようとしたが、体を持ち上げられてそのまま場外へと投げ落とされた。
キャベ
声 - 岸尾だいすけ
第6宇宙破壊神選抜チームの四番手で、惑星サダラを拠点とする第6宇宙のサイヤ人。一人称は「ボク」。真面目かつ礼儀正しい性格で、惑星サダラにいる家族のために雇われて悪人たちを倒すことを主な仕事としている。チームの中で最も若く、サイヤ人精鋭部隊「サダラ防衛隊」のエースを務めている。戦闘服の形状はフリーザ軍に取り込まれる前のサイヤ人のスタイルに似ているが、第7宇宙のサイヤ人のように尻尾はなく、超サイヤ人の存在を知らなかった。また、以前フロストとともに惑星マヨネーで宇宙海賊と戦ったこともあったが、その本性までは知らなかったために、信頼していたフロストの本性を知った際にはショックを受けている。戦闘時の構えやギャリック砲と同じ所作の必殺技など、ベジータと酷似した戦闘法を用い、通常のベジータと互角の戦いを見せるほどの実力を持っている。
超サイヤ人のベジータに歯が立たず、さらには超サイヤ人に覚醒する方法を知らなかったために最初は降参をしようとするが、その気弱な態度に激怒したベジータから自身の潜在能力を引き出すためとして徹底的に痛めつけられ、降参するなら惑星サダラを破壊すると脅迫される。その後、ベジータの言葉に激怒して超サイヤ人へと覚醒し、互角以上の強さを発揮するが、最終的には超サイヤ人ブルーに変身したベジータの一撃を受けて敗れる。試合後は自身を奮起させようと悪を演じたベジータの真意を知り、自分を師範したことを涙ながらに感謝し、あらためてさらなる強さを追い求めることや惑星サダラへ迎えることを約束する。また、格闘試合終了時にはベジータを「師匠」と呼ぶようになり、後に第6宇宙と第7宇宙との野球の親善試合にも参加する。
力の大会では、ニグリッシやムリサームを場外へ落として脱落させ、今度はベジータと再戦するが、ケールが暴走状態となってからは戦闘を中断する。その後は、トッポと交戦し、「ジャスティスパンチ」に吹き飛ばされる。その後、ジレンとヒットが戦っていた際には加勢しようとしたカリフラを制止し、彼女に対してヒットに策があることを伝えたが、ヒットが脱落した後は彼の分まで奮闘する決意を固める。その後はカリフラとケールを襲った第4宇宙のモンナと対戦し、敵わずにあわや脱落というところでベジータに助けられ、どちらかの宇宙が生き残ったら超ドラゴンボールで復活させる約束をしたが、その直後にモンナから敬愛するベジータを貶されたことで怒りから超サイヤ人2に覚醒し、圧倒して追い詰めた後は渾身の気功波でモンナを場外へ吹き飛ばして脱落させた。その後、サイヤ人を憎むフリーザに戦いを挑まれ、超サイヤ人2のギャリック砲で応戦するが、ゴールデンフリーザの力の前になすすべも無く圧倒され、最終的にはエネルギー弾の一撃によって場外に落とされて脱落した。脱落後はカリフラたちの応援をしたが、第6宇宙が全滅した後はベジータたちの勝利を祈りながら消滅した。17号の願いで復活した後、ベジータたちが優勝し、約束を果たしてくれたと喜んだ。その後、カリフラに超サイヤ人3になる特訓に付き合うよう促された。
漫画版ではカリフラたちと共にゴールデンフリーザに立ち向かうも全く敵わず、暴走して暴れ回った後に脱落の危機に陥ったケールの身代わりとなって脱落した。
ヒット
声 - 山路和弘
第6宇宙破壊神選抜チームの五番手で、第6宇宙の伝説の殺し屋。ロングコートを纏った風貌をしており年齢は1000歳以上。一人称は「オレ」。寡黙な性格で、他の者の試合では目を瞑ったまま静かに過ごすが、ベジータの気迫で飛び散ったバリアの欠片を目を瞑りながらも軽々と受け止めたり、報酬である神の乗り物「キューブ」を奪おうとしたフロストを一瞬で倒すほどの実力を持っており、それ故にシャンパからは「第6宇宙の生ける伝説」と非常に高く買われて試合に出るように推されるばかりか、第7宇宙のビルスやウイスにも「第6宇宙で最高の腕を誇る殺し屋」や「百発百中のヒット」という噂は耳に入っており、悟空とベジータも試合前から第6宇宙選抜の中でも格が違う存在であることを察する。殺しを生業にしてはいるが、分別のない殺人は嫌っているために殺しかねない状況を避けており、それ故に悟空らに対して降参を勧めている。また、生まれついての才能のみで戦っており、トレーニングなどはしたことは一切なく、その必要も感じていなかったが、その成長のスピードは悟空らサイヤ人に勝るとも劣らなく、強敵を得ることで戦いの中で成長して自分のポテンシャルを最大限まで引き出すために構えも進化する。時間を跳躍した特殊能力「時とばし」を使うことができ、自身以外の時間を約0.1秒間ほど止めることが可能となり、さらには跳躍した時間を貯めることでその貯めた時間を使って別空間（パラレルワールド）を作ることで自由に移動することもできる。別空間にいる間は敵は視認できたとしても触れることが叶わず、また別空間にいる間はヒット自身も相手に触れられない。戦闘では、それに合わせてヒット自身が超サイヤ人ブルー時のベジータすら翻弄するほどの超高速による攻撃を行える実力者であることも相まって、攻撃の瞬間に時を飛ばし、空手でいうところの「一本拳」の型に握った拳で人中や鳩尾などの相手の人体急所を的確に撃ち抜くといった戦闘術を使用するが、他にも狙ったターゲット以外の物体はすり抜けて敵に当たると蓄積された時間の分のダメージも時間差で伝達して相手の体に拳圧がゆっくりと深くめり込むことができる気を込めた拳圧を飛ばしての攻撃も使う。また、約一年間の闘いや修行でさらに力をつけた悟空の背後を取るほどの実力を見せており、一撃で超サイヤ人ブルーの悟空を心停止にまで追い込むほどの攻撃を放つこともできる。
ベジータを完封して勝利し、次の悟空との対戦でも彼を追い詰めるが、それでも時飛ばしに対応する悟空の実力に興味を抱き、本気で挑む。その後は悟空の影響で時とばしを0.1秒から0.2秒、0.5秒と効果時間を拡大進化させたり、ベジータ戦のような急所を冷静に撃ち抜く戦闘法から打撃の乱打戦に応じるような戦い方へと変化させたり、大声で吼えて気合を入れたり、自分の成長を饒舌に語ったりとそれ以前とは違った戦闘を楽しむようになり、さらには悟空に殺さないように本気を出していないことを見抜かれ、ルール無用を提案されるが、そのことで揉めるビルスとシャンパの口喧嘩を見て、これ以上の戦闘は無理と判断した悟空がわざと場外に降りたことで試合には勝利し、再戦を約束する。その後、モナカ戦では悟空に借りを返すためにモナカが弱いことに気づきながらもわざと場外に落ち、第7宇宙チームに勝利を譲る。
第6宇宙と第7宇宙との野球親善試合にはシャンパが連絡をつけるのは面倒という理由で参加しなかった。本気の戦いを見たいという悟空によってウイスとヴァドスを経由して悟空自身の暗殺を依頼され、再び悟空の前に姿を現すが、依頼主が悟空自身であることを知り、ギャラリーが多すぎて仕事にならないと言い捨て、依頼に期限がないことを悟空に聞くと「のんびり殺す」と告げて勝負を保留にした。
力の大会では、序盤でナリラーマを脱落させ、さらにはケールが暴走状態となって吹き飛ばされたカリフラを時とばしで援護した。その後、ケールを倒したジレンと睨み合うが、悟空が乱入したことで「今の内だ」とカリフラやケールと共にその場から去った。その後はディスポと対戦し、最初はディスポの速度強化能力に苦戦するが、その間にスピードに慣れることで武舞台の端に追い詰められたと見せかけて次元を移動して攻撃を回避し、ディスポを場外へ落とすことに成功したところをクンシーに救助されたことで失敗に終わる。その後、ディスポとクンシーのタッグに苦戦を強いられ、直後に超サイヤ人ゴッドの孫悟空の乱入により状況が一変したことでクンシーと単身で対戦し、周りに地雷原を仕掛けられて近づけないようにされたが、衝撃波（人体にだけ影響のある透明な気弾）を放ってクンシーを吹き飛ばす。さらにその後は、悟空と交代してディスポと再戦し、時とばしすると見せかけて筋肉の動きだけで相手を欺く戦法でディスポを追い詰め、再びディスポを場外へ落とそうとしたが、同じようにクンシーに救助されたことで再び失敗する。その後、襲い掛かってきたクンシーを時とばしで交わし、一撃で場外へ落として脱落させた。さらにその後は、悟空に止めを刺そうとしたジレンの前に現れて彼と対峙し、時とばしや別空間に潜んでの攻撃を破られながらも反撃のきっかけを狙って攻撃を続け、ジレンが反応するタイミングを体で覚えた後はジレンに渾身の一撃を当てることで時とばしを連続してかける奥の手で彼の動きを封じ、その間に捨て身の技を放とうとしたが、時をも超越したジレンの圧倒的な力の前に技を破られ、一方的に叩きのめされた後はジレンが放った止めの気功弾で場外に吹き飛ばされて脱落する。その後キャベたちと共に消滅するも17号の願いで復活した。
漫画版では悟空との戦闘内容が大きく異なっており、悟空が時とばしを動きを予測して攻略する点や、ヒットが殺人術の使用を控えて全力をまだ見せていなかった点は同じだが、時とばしはヒットより戦闘力の高い相手には止められる時間が短縮・無効化するなどの正常に作用しなくなるという能力の制約が設けられ、ベジータに圧勝できたのも、キャベとの戦いでベジータがすでに消耗しており超サイヤ人ブルー本来の力ではなかったなど、アニメ版よりも実力が弱く描かれている。また、時とばしの発動には、手の動作を必要とする。漫画版では、ヒットがポケットに手を入れ丈の長いコートを着ている理由は、相手に時とばし直前の動きを悟らせないためであると、悟空が推察する。宇宙サバイバル編では己を鍛え直し、超サイヤ人ブルーを完成させた悟空を驚嘆させるほどのパワーを獲得。さらに新技「時ずらし」を引っ提げ、ジレンの時間を遅くさせて戦いを有利に運ぶが、リング端で時ずらしの干渉を無視するほどのパワーとスピードで迎撃され一撃で脱落した。大会ルールにより、今回も殺しの技は披露していない。

### 超人水関係者
漫画版には登場しない。
ポタージュ
声 - 斎藤志郎
ポトフ星に眠る力である「超人水」ことコメソンを守っている老人。かつてコメソンを封印するために犠牲になったポトフ人唯一の生き残りであり、以来その封印を100年以上守り続けている。本人によると年より100歳は若く見られるという。配達員であるモナカとは親しく、「月刊 宇宙武道」を注文する。
グリール
声 - 斉藤次郎
極悪非道のソテー人。お尋ね者のため、ジャコが捜査にあたっている。宇宙の支配を狙っており、飲めば力が何百倍にもなるという超人水の噂を信じ、部下を引き連れてポトフ星を強襲する。超人水（コメソン）の力を手にしようとするが逆に取り込まれ、パワーを奪われたために部下ともども消滅する。
複製ベジータ
声 - 森田成一
超人水（コメソン）に取り込まれたベジータのパワーを吸収したことで生まれたコピー。赤紫色の姿をしており、能力や技、容姿などベジータそのもので悟空や界王も気を探ったとき、本物とまったく同じ気を感じ取る。さらには口調や性格も瓜二つでプライドが高く、他人に支配されることを何よりも嫌いつつ、一方で息子のトランクスを吸収することにためらいを見せる。
複製グリール
声 - 福原耕平
超人水（コメソン）に取り込まれたグリールの力を奪ったコピー。体には超人水本体の核が埋まっている。命令を聞かない複製ベジータを服従させようとするが、コントロールを振り切られて逆に倒される。液体状態になり悟天やトランクスを狙うも、偶然モナカが本体の核を踏んだために活動停止し、ポタージュにより再び封印される。
複製ソテー人
声 - 根本幸多、五味洸一、平井啓二、千葉俊哉
超人水（コメソン）に取り込まれたソテー人たちの力を奪ったコピー。ベジータによって倒されるも合体し、今度はベジータのパワーを奪う。

## “未来”トランクス編
ゴクウブラック
声 - 野沢雅子
『超』のおもな舞台である悟空らが住む時代より、約17年後の未来のトランクスの世界に現れた、悟空と瓜二つの姿をした戦士。
自身の宿願「人間0計画」を実現するため、多くの人々を虐殺する。
ババリ人
声 - 小山剛志、平井啓二、藤本たかひろ
ごく最近ババリ星に誕生した人類。屈強な体格で爬虫類のような頭部を持ち、性格は非常に凶暴かつ好戦的。ザマスとゴワスが時の指輪で訪れた1000年後の世界では集落のようなものを作るといった多少の文化は生まれていたが、その凶暴性にほとんど変化は見られなかった。
漫画版では様々な体型のものが登場する。また、村長らしき人物が現れると争いをやめてひれ伏すといった秩序が生まれつつあったが、アニメ版同様に凶暴な個体のババリ人に阻まれ、ザマスがそれを目にすることはない。
家庭教師
声 - 森下由樹子
カプセルコーポレーションでトランクスと子供になったピラフ一味に勉強を教える家庭教師。悟空たちの超人的な力を目の当たりにして頭痛を起こし、早退する。漫画版では算数の授業と間違えて、トランクスたちにとっては難しいカシコイ大学オリコウ学部のテキストで並行世界についての授業を行う。
ハル、マキ
声 - 藤井ゆきよ、金魚わかな
トランクスがいた未来世界で生き残った幼い子供たち。トランクスやマイを慕っている。漫画版には登場しない。
レジスタンス兵士
声 - 藤本たかひろ、松原大典、宮崎寛務
未来世界でマイを中心に抵抗軍を組織し、ゴクウブラックから町を守っている。一度悟空をゴクウブラックと間違え、攻撃するもトランクスの説得で別人であることを知り、詫びる。トランクスにサインをねだろうとしたり、未来のヤジロベーがすぐ逃げるにもかかわらず食事のときだけ現れることを明かすなど、フランクな一面もある。漫画版には登場しない。
合体ザマス
声 - 三木眞一郎
超サイヤ人ロゼのゴクウブラックと、未来世界のザマスが、界王神に伝わる秘宝「ポタラ」の力を用いて融合し、さらなる進化を遂げた姿。

ワタガッシュ
声 - なし
凶悪指名手配犯の宇宙人。単体では無害だが、人間の心の闇に引き寄せられて寄生する習慣がある精神寄生体であり、寄生主に超人的なパワーを与えることができる。心の闇が大きければ大きいほどパワーは増す。寄生された者は、頭に触角が生える。ジャコによると、ワタガッシュのために文明ひとつが滅んだ事例もあるという。
一度ジャコに捕らえられるが、ジャコが仕事を怠けて屋台でラーメンを食べている間に逃げ出し地球にやってくる。一度銀行強盗の男に寄生するが、その男が悟飯に倒されたあとは人気俳優のバリー・カーンに寄生する。
バリーが倒されたあと、再度ジャコに捕らえられるがまた逃げ出すような描写がなされている。その後の消息は不明。漫画版には登場しない。
甘栗ココア（あまぐりココア）
声 - 浅野真澄
グレートサイヤマン映画化の際、グレートサイヤマンの恋人役を演じるアイドル。悟飯とブルマの会話を盗み聞きし、グレートサイヤマンの正体が悟飯であることを知る。
アイドルと女優に挑戦していくつもりだが、新曲の売り上げがよくなかったことをバリーに指摘された上、「落ち目のアイドル1人潰すくらい訳はない」という脅しに逆らえず、バリーに雇われる形で悟飯にハニートラップを仕掛けようとする。自分には才能がないのではと自信をなくしていたが、悟飯に自分と似た境遇だから互いに頑張ろうと励まされ、悟飯を屋上から逃がし、礼として頬にキスをするが、結局はこのキスシーンをバリーに盗撮され、悟飯を窮地に追いやることとなる。
ワタガッシュに寄生されたバリーが悟飯に倒されたあとは、バリーに対し悟飯のことを明かせば、怪物がバリーであることを明かすと脅す。漫画版には登場しない。
監督、助監督
声 - 池田勝、山口勝平
グレートサイヤマンの映画の監督と助監督。助監督はバリー・カーンに逆らえず言いなりだが、悟飯のスタントを見た監督は、それまで牛乳瓶の底のようなメガネをかけボーッとしていた態度から一変、目に炎が宿りバリーを「若造」と一喝する。その後グレートサイヤマンとワタガッシュの戦いをカメラに収め、そのまま映画化する。漫画版には登場しない。

## 宇宙サバイバル編
ミノタウロス
声 - ボルケーノ太田
17号が動物保護官として働いている地球の南の大きな島に生息するモンスター。その角は高く売れ、不老不死の薬になるという噂がある。元々は気性のおとなしい動物だったが、人間が乱獲したせいで敵意を持つようになっている。レッドデータブックに載せられた絶滅危惧種だが種としては絶滅扱いであり、地球上でおそらく最後の個体だとされる。
銀河密猟団ボス
声 - 高塚正也
宇宙各地を回って密猟を繰り返している銀河密猟団のボス。多くの星の貴重な動物を売りさばいており、銀河パトロールもなかなか居場所をつかめずにいた。ミノタウロスを含む動物たちを奪いに宇宙船で地球にやってくるが、悟空と17号により阻止され部下と共にジャコに引き渡された。
漫画版には登場しない。
ユーリン
声 - 前田愛
かつて鶴仙人の下で天津飯や餃子と共に修行していた女性。男勝りな性格で、一人称は「オレ」。修行の末に妖術を身に付けており、札を額に貼ることで貼った人物をキョンシー化させ操ることができる。天津飯が自分と勝負せずに突然道場を出て行ったことに恨みを持っており、復讐のために天津飯が開いた道場にやって来る。天津飯に対する恨みがそれなりに強いらしく、彼を「三つ目ハゲ」と罵倒している。当初は女性であることやスタイルが良いことから亀仙人に目を付けられ、彼の行動に振り回される。その後は天津飯の道場の評判を下げるために門下生や亀仙人に札を貼って操るが、最終的には悟空たちによって止められた。その後、全員が妖術から解かれた後は天津飯に次なる仕返しの旨を告げた上で村を去ろうとしたが、天津飯から道場に迎え入れられ、自身も天津飯への仕返しや強くなるといった目的のために道場への入門を決意した。その後は迷惑をかけた弟子や村人たちに謝罪した。ただし、漢字が苦手なようで天津飯の道場「天津堂」を読むのに苦労していた。
漫画版には登場しない。

### 第2宇宙の出身者
ブリアン・デ・シャトー / リブリアン
声 - 北川里奈
第2宇宙のアイドル戦士。一人称は「わたくし」で語尾に「かしら」「ですわ」「ですわよ」と付けるお嬢様口調で話す。カクンサ、ロージィを率いる乙女戦隊のリーダー。3人は「乙女の変身」でパワーアップをして戦う女戦士であり、変身前は地球人とさほど変わらない可憐な美少女だが、リブリアンの場合は変身後はお世辞にも容姿端麗とは言い難い肥満体型となる。変身後の姿はカクンサ、ロージィとも、クリリンからは「変身する前の方が可愛かった」と言われている。また、回転突進攻撃を仕掛けようとされたベジータからは「あまりの気色悪さに避けてしまった」と避けられた後に言われている。しかし、ウイス曰く「感性は人それぞれ、それに宇宙それぞれ」でもあるらしく老界王神や他の宇宙の者には魅入っている者もいる。「フォーメーション」という掛け声と共に「ブリアン・ブリアン・ブリブリアン」と唱えながら、リブリアンに変身し、決め台詞と共にポーズを決める。「変身にはプロセスの全部に意味がある」という独自の美学を持っており、17号が変身ポーズを邪魔した際にはひどく怒って彼を悪人扱いし、さらには17号のことを「極悪非道の冷血漢」や「闇の戦士」と称していた。また、18号とクリリンの夫婦愛を否定し、「愛なき悪人」と称するなどの独善的な部分もある。両手でハート型の輪を作り放つピンク色の光線系の技「プリティーキャノン」や連続発射の技「プリティラブマシンガン」を持つ。また、カクンサ、ロージィと共に作り出す巨大なハートを手刀で打ち出すことで周りにハートを飛ばし、着弾したところから特殊な匂いを発し嗅いだものを魅了させる技も持つ。愛が高まると蝶のような羽が加わる「スーパーリブリアン」へと変身を遂げ、さらには仲間たちからの愛を受け取ることで自らを巨大化させることもできる。超ドラゴンボールで全宇宙の人類に愛される愛の女神になることを目的としている。
力の大会では、サンカ、スーと共に変身し、ベジータと交戦しその最中にジラセンを吹き飛ばし脱落させる。その後は、17号と交戦するカクンサの助太刀に入るが、カクンサに1人で片づけると言われ17号を任せ、それでも変身を邪魔されたことやカクンサが倒されたことで17号に対して激しい怒りを露わにする。17号とほぼ互角の戦闘を展開するが、ロージィが追い詰められるとジーミズに一時撤退を勧められ、共に瞬間移動でその場を後にした。その後は、フロストに苦戦する亀仙人を助けようとした悟空の前に乱入して対戦し、さらにはスーパーリブリアンへと変身するが、直後に動き始めたジレンにむりやり割り込まれ、彼の気迫に怯えて戦いを中断した。しばらくしてから復活してベジータと交戦し、一方的に叩きのめされるも乱入したロージィに助けられ、その場から撤退する。撤退後は生き残れるかに不安を抱いていたが、ロージィに慰められて元気を取り戻す。その後、18号と交戦し、後に彼女によって変身解除に追い込まれるも隙を突いて18号を拘束し、その間に第2宇宙の仲間たちから受け取った愛の力で巨大化する。そのまま一気に勝負を付けようとしたが、クリリンの声援を受けた18号の気力によって拘束を解かれ、直後に18号の渾身の一撃を受けて場外に落とされて脱落した。その後、クリリンと18号の夫婦の絆を見て、自分にも知らない愛があるのかも知れないと考えを改め、消滅時も運命と受け入れるなど潔い一面もある。
漫画版では大きく設定が異なる。変身タイプではなく、美的感覚が地球人とはかけ離れた星出身という設定。ジーミズたちを倒されたことで18号に目を付け、彼女を「おブスさん」と挑発する。ロージィ曰く、リブリアンは「完璧に美しい容姿だけではなくとてつもない戦闘力を兼ねそろえたスーパー美女」らしい。万全の状態では18号を圧倒するほど強かったが、彼女を応援するクリリンの姿を見て衝撃を受ける。リブリアンの目には毛も鼻もないクリリンがとてつもないイケメンに見え、さらに彼が18号の旦那だと知りショックを受け、美に迷いが生じ急激にパワーダウンする。その後18号に落とされるくらいならと自ら飛び降りようとするもカクンサとロージィに引き止められるが、突如乱入してきたダモンとガミサラスによってロージィとカクンサが場外負けとなり、最終的に自身もガミサラスによって場外負けとなる。
アニメ版では「愛」関連の必殺技名を使うが、漫画版では「美容」関連の必殺技名で統一されている。また鳥山修正前のとよたろうのネームでは粗暴な口調だった。
変身後の太った姿は鳥山によるデザインであり、アニメスタッフにより可愛い女の子が変身する設定が加えられた。リブリアンは理想論をひたすら叫ぶキャラクターであり、理想と現実は違うということで母親である現実的な18号と戦う展開となった。
サンカ=クー / カクンサ
声 - 白石涼子
第2宇宙の戦士。乙女戦隊の1人であり、変身前は歌姫のような美少女。一人称は「アタイ」。「フォーメーション」という掛け声と共に「サンサン・カックン・サンカックン」と唱えながら、カクンサに変身する。鋭い牙と爪、速度で相手を仕留める野生の戦士。
力の大会で17号と戦い、軽い身のこなしと素早い攻撃で追い詰め、弱ったフリをした17号の策に嵌まってまんまとバリアの餌食にされた上でそのまま場外へ落とされそうになるが、ビカルの助太刀で難を逃れ、ビカルとの連携プレイによる体当たり攻撃で17号を吹き飛ばす。しかし17号に大したダメージは与えられず、17号によってビカルが脱落した後はビカルの敵討ちと変身を邪魔された恨みを晴らすため単身で挑むが、最終的には照明を足場に利用した17号の気功波によって場外に落とされて脱落した。
漫画版ではリブリアンと同じく変身後の姿がデフォルトに設定され、立場も対等ではなくリブリアンを慕う取り巻きとなっている。腕を伸ばす特殊能力でロージィと一緒に18号を取り押さえるが、リブリアンが弱体化すると一転して窮地に陥り、乱入したダモンによってロージィと同時に落とされた。
スー=ロースー / ロージィ
声 - 斉藤佑圭
第2宇宙の戦士。乙女戦隊の1人であり、変身前は眼鏡をかけた美少女。「フォーメーション」という掛け声と共に「スースー・スロスロ・ススロスロン」と唱えながら、中華風魔法戦士ロージィに変身する。打つほど激しさと鋭さを増して変幻自在に技を繰り出す流派「ヤッチャイナー拳」の使い手。
力の大会では、悟空をヤッチャイナー拳で苦戦させたが、カクンサが敗れたのを見ると激しく動揺し、戦闘を一時中断した。その後、戦闘を再開してフェイントを入れたトリッキーな闘いで悟空を追い詰めようとするも17号の助太刀で気弾をバリアで塞がれる。悟空に攻撃パターンを見切られ、周りを悟空の気弾で囲まれて反撃に遭うが、結局は分が悪いとしてジーミズの瞬間移動で一時撤退した。ベジータとリブリアンが戦っていた際は追い詰められた彼女を助ける。その後、彼女との合体技で瀕死の悟空を倒そうとするが、17号と18号によって弾き返され、怒りから17号と交戦する。17号との交戦の末にリブリアンが放ったマックスラブキャノンを誤って受け、さらにはその勢いに乗った17号のエネルギー波で場外に飛ばされて脱落した。
漫画版ではリブリアン、カクンサと同じく変身後の姿がデフォルトに設定され、立場も対等ではなくリブリアンを慕う取り巻きとなっている。大会序盤で第3宇宙のザ・プリーチョと戦う様子が描かれた。その後はカクンサと一緒に18号を取り押さえるが、リブリアンが弱体化すると一転して窮地に陥り、乱入したガミサラスによってカクンサと同時に落とされた。
ビカル
声 - 浅野真澄
第2宇宙の戦士。目が紫色に輝いている翼の生えた女戦士で、カクンサを慕っている。空を飛んだまま17号の攻撃を受けたカクンサを受け止めて場外を阻止したが、他の仲間の援護をしに行く途中で17号に猛攻を浴びせられ、第2宇宙の観覧席に直接飛ばされて脱落した。
漫画版では戦闘シーンが無いまま脱落していた。
ジーミズ
声 - 間宮康弘
第2宇宙の戦士でヤードラット星人。紳士的な性格で、リブリアンたちを第2宇宙の希望と位置付け、彼女たち乙女戦隊を守りながら戦うナイト的存在。リブリアンたちからは「ジーミズ様」と呼ばれて慕われており、その言動にリブリアンたちは目をハートにして陶酔するほど。また、悟空や悟飯さえも目に追えないほどの瞬間移動を使いこなし、相手を翻弄した上で死角を的確に突くなどの戦闘に長けているが、瞬間移動を見切られた場合は一気に不利になるという弱点がある。最初は悟空と対戦していたが、乱入してきたカリフラに遠くまで蹴り飛ばされる。その後、悟空や17号と対峙するリブリアンとロージィを瞬間移動で撤退させ、さらにその後は、リブリアンとロージィを狙うジルコルを気弾によって脱落させた。次に悟飯と交戦し、前述の戦法で彼を窮地に陥れる。そこへフリーザが乱入するが、フリーザは観戦を始めたため再び悟飯と対戦し、脱落寸前まで追い込み巨大な気弾を作り出し一気に吹き飛ばそうとするが、気が変わったとしてフリーザが攻撃を邪魔したために狙いをフリーザに切り替えて先に倒そうとしたところを瞬間移動を見切られ、全く歯が立たないまま一方的に叩きのめされて瀕死の重傷を負い、そのまま場外へ落とされて脱落した。脱落後は何とか一命を取り留めた。
漫画版では18号に吹き飛ばされたプランに巻き込まれる形で激突し、そのまま脱落した。
プラン
声 - 檜山修之
第2宇宙の戦士。力の大会開始直前、それぞれの宇宙の代表選手紹介の初登場時は、ハーミラと共に影に身を顰めた姿がはっきりしない登場をした。全身無毛で、肥満体をしている。相棒であるハーミラの狙撃精度を高めるために補佐する役割を担う。鏡のように光線を反射できる水晶玉状の熱を帯びた球体を口から大量に生成し、それらを利用した相手の体温を察知しての反射攻撃ができる。また、自分自身も気功波系の技を鏡のように弾き返す技「リフレクション」を持つ。この能力は単に反射するだけにとどまらず一本の光線を大量の光線へと拡散させての広範囲攻撃も可能。ハーミラと手を組み、レーザーを跳ね返させる狙撃戦術で悟飯やピッコロを苦しめたが、体温を察知するという特性を逆手に取られ、周りに気功波を撃たれて敵の体温を察知できなくなる。今度は悟空やベジータにわざと位置を察知させて誘き寄せるために相手が逃げ道がないほどにまでレーザーを大量の光線へと拡散させて反射し、狙い通りにやって来た悟空とベジータを倒そうと相手からの気功波を反射するという自分の能力で苦戦させたが、光線技を反射できる特殊能力以外は攻撃技がないということが仇となり、今度は瓦礫を投げつけられる戦法で苦戦を強いられる。その後、ハーミラにレーザーを撃つようにせがむが、天津飯との相討ちでハーミラが脱落し、結果として勝機を失ったことでその場から逃げようとしたところをDr.ロタに抑えられ、そのままベジータの気功波で吹き飛ばされて脱落した。
漫画版では18号に襲い掛かるがあっさりと返り討ちにされた。
ハーミラ
声 - 高塚正也
第2宇宙の戦士。力の大会の開始直前、それぞれの宇宙の代表選手紹介の初登場時は、プランと共に影に身を顰めた姿がはっきりしない登場をした。腕利きのスナイパー（狙撃手）で、両腕の甲に備えた銃口状の穴から気を集束させた貫通力の高いレーザー光線を撃ち出し、それを相棒のプランや、プランが生成する球体を使って反射させ、敵を的確に撃ち抜くという優れた狙撃技術と動体視力を持つ。自身の気を消した上で狙撃位置も射撃の都度に変えつつも仲間のプランの能力と協力し、遠距離から悟飯やピッコロ、ベジータや天津飯を狙撃したが、四身の拳を用いた天津飯に狙撃位置を特定されると共に接近され、新気功砲で両肩を負傷して腕を上げることができなくなって追い詰められる。それでもレーザーで足場を撃ち抜いて地盤を崩したことで天津飯を場外へ落とすが、自身も天津飯の四身の拳による分身に気付かずに羽交い絞めにされ、相討ちという形で天津飯共々場外へ落ちて脱落した。
漫画版では大会序盤で第4宇宙のショウサと戦う様子が描かれたが、その後は戦闘シーンが無いまま脱落していた。
ザーロイン
声 - ボルケーノ太田
第2宇宙の戦士。騎士のような姿をした巨漢。リブリアンとロージィが脱落した後、ラバンラ、ザーブトと共に悟空に襲い掛かり、愛の力でリブリアンと同じ格好に変身した。リブリアンたちもなし得なかったとされる幻の技「プリティブラックホール」を編み出して悟空と17号、18号を追い詰めるが、最終的には超サイヤ人ブルーに変身した悟空のかめはめ波で貫かれ、ラバンラ、ザーブト共々場外へ吹き飛ばされて脱落した。
漫画版でもラバンラ・ザーブトと共に第2宇宙最後の3人として残っていたが、暴走したケールの攻撃を受けて脱落した。
ラバンラ
声 - 森田成一
第2宇宙の戦士。リブリアンを女神として崇拝している。力の大会開始直後にジレンと対面するも、その強大な気を感じ取り、すぐに退散した。その後は、マゲッタと交戦する。その後、ペルから受け取ったポタラでザーブドと合体しようと考え、その際にザーブドがポタラを身に着ける時にヘルメットのせいで付けにくいことやポタラを付ける耳の位置を間違えそうになったことを指摘したが、直後に乱入したケフラによってザーブド共々吹き飛ばされた。リブリアンとロージィが脱落した後はザーロイン、ザーブトと共に悟空に襲い掛かり、愛の力でカクンサと同じ格好に変身し、幻の技「プリティブラックホール」を編み出して悟空たちを追い詰めるが、最終的には悟空のかめはめ波で貫かれ、ザーロイン、ザーブト共々場外へ吹き飛ばされて脱落した。
漫画版では大会序盤で第10宇宙のジウムと戦う様子が描かれた。その後は暴走したケールを相手にザーロインよりは粘ったものの、ザーブトと共に脱落している。
ザーブト
声 - 川津泰彦
第2宇宙の戦士。白い口髭を蓄えた老人の容姿。力の大会ではカトペスラと交戦中に、悟空とカリフラの戦いによる衝撃波に吹き飛ばされる。その後、ペルから受け取ったポタラでラバンラと合体するように促されるが、ポタラを身に着けるのに手間が掛かり、直後に乱入したケフラによってラバンラ共々吹き飛ばされ、ポタラも破壊された。リブリアンとロージィが脱落した後はザーロイン、ラバンラと共に悟空に襲い掛かり、愛の力でロージィと同じ格好に変身し、幻の技「プリティブラックホール」を編み出して悟空たちを追い詰めるが、最終的には悟空のかめはめ波で貫かれ、ザーロイン、ラバンラ共々場外へ吹き飛ばされて脱落した。
漫画版では大会序盤で第10宇宙のメチオープと戦う様子が描かれた。その後は暴走したケールを相手にザーロインよりは粘ったものの、ラバンラと共に脱落している。
ライバルたち
力の大会に参加する戦士の選抜オーディションに参加していた2人組。列にやってきたブリアンを「アイドルのオーディションじゃなくて武道会のオーディション会場よ！」と非難する。しかし、直後にリブリアンに変身されてプリティーキャノンで一蹴された。
その後は力の大会の中継を見ており、リブリアン脱落後に不安そうな声を上げるが、ブリアンの頼みで最後まで第2宇宙を応援した。

### 第3宇宙の出身者
ニグリッシ
声 - 岸尾だいすけ
第3宇宙の改造戦士。界王神エアからは第3宇宙最高の改造戦士と呼ばれる。また、迷彩技術を搭載しており、とてつもない運動能力を誇る。力の大会直前にはモスコたち第3宇宙の神々に改造戦士ナリラーマを紹介した。力の大会では迷彩技術を利用してキャベに不意打ちを仕掛けたが、ムリサーム共々場外に蹴り飛ばされて脱落した。
漫画版では大会序盤でジレンに圧倒される。その後はパパロニらと共に生き残っていたが、戦闘シーンが無いまま脱落していた。
公式サイトでは「〜グリ」が口癖とされているが、アニメ版・漫画版共に一度も使っておらず、エアなどの神々に対しては、普通の敬語を使っている。
ナリラーマ
声 - 草尾毅
第3宇宙のサイボーグ戦士。力の大会用に強化改造されたスーパーサバイバル仕様と称され、武舞台から落ちない伸縮自在の腕の先に付いた「アイアンクロー」、腕が斬られた時のくっつくための吸引性の吸盤「スーパー吸盤」、手足を伸ばした状態での高速回転攻撃で敵を薙ぎ払うように、力の大会専用に強化改造されている。また、左右非対称の容貌をしており、胴体がコアユニットになっているが、ビーム砲を撃つのに時間がかかる。力の大会では高速回転攻撃で周りの敵を薙ぎ払うが、ヒットとバジルにより両手を地面に叩きつけられる。その後、ヒットに両腕を斬り落とされて胴体から主砲を撃とうとしたが、「時とばし」によって間に合わずに撃つ前に場外へ落とされて脱落した。
漫画版では大会序盤でパンチア、コイツカイと共に第9宇宙のトリオ・デ・デンジャーズと戦う様子が描かれたが、その後は戦闘シーンが無いまま脱落していた。
ザ・プリーチョ
声 - 菊池正美
第3宇宙のサイボーグ戦士。マスクを着け昆虫のような羽を持つ。亀仙人と交戦するが、萬國驚天掌で動きを封じられ、直後に天津飯の新気功砲で場外に吹き飛ばされて脱落した。
漫画版では大会序盤で第2宇宙のロージィと戦う様子が描かれた。その後はキャベと対峙していたが、敗れて脱落した。
マジ=カーヨ
声 - 進藤尚美
第3宇宙の戦士。液体状に変化する体質を持ち、体に穴をあけて攻撃を回避したり、触手のようにして相手を拘束したりできる。また、即座に再生したり、形状を自由自在に変える。悟空と対峙し、変幻自在の体で攻撃を回避して拘束したが、力を使い過ぎて倒れた亀仙人を助けようと悟空が超サイヤ人ブルーに変身したことで脱出され、戦闘は中断となる。その後は、ジレンの謎を解くためにエアの命令でジレンを狙い、援護したディスポと交戦して攻撃が効いたように演技することで油断させ、そのまま拘束してディスポの耳を体を変形させた鋏で切ろうとしたが、参戦したジレンに気を取られ、その隙を突かれてディスポに脱出される。それでも本来の目的であったジレンに標的を変えて彼と対戦し、肥大化させた腕で殴りかかろうとしたが、拳圧の一撃で吹き飛ばされて脱落した。脱落後はエアの手の甲に乗るくらいに体が縮小し、エアから「もう少し粘って貰わないと（敵を）研究できない」と叱責された。後に観客席で元の大きさに戻っている。
漫画版では大会序盤でパンチア共々ジレンに圧倒されるが逃げ延びる。その後は暴走したケールの攻撃を受けて第2宇宙のザーロインと共に場外へ落ちて行った。
カトペスラ
声 - 織田優成
第3宇宙の戦士でポリスマン。ロボットスーツにヘルメットを着用した、改造人間や機械生命体ではない人間の容姿をしており、脱落後はヘルメットを外し素顔を見せていた。ベルトのバックルを光らせることで様々なモードにチェンジできる。ジレンが瞑想に入った際にはビアラと組んで攻撃を仕掛けようとしたが、彼の気の壁によって吹き飛ばされ、ビアラに助けられる。その後は、ザーブトと交戦するが、悟空とカリフラの戦いによる衝撃波に吹き飛ばされる。その後、フリーザに目をつけて戦いを挑み、通常の300倍の速さで動けるという赤色の「疾風のスピードモード」にチェンジしてついてくるように促して姿を消すが、無視される。さらにその後は18号を奇襲し、速さで彼女の背後を取って襲い掛かるが、寸前で乱入した17号に防がれ、彼の気功波によって吹き飛ばされた。続いてベジータの前に立ちはだかり、通常の300倍の力を持つ黄色の「怒涛のバトルモード」にチェンジして戦う。当初はベジータが「身勝手の極意」への覚醒を狙ってわざと攻撃をよけなかったため一方的に殴り続けるが、途中で覚醒を諦めたベジータから猛反撃を浴びせられる。その後、300倍の速さと力を併せ持つ紫色の「疾風怒涛のアルティメットモード」にチェンジし、最終奥義「カトペスラ・ザ・ファイナルミッション」を放つが、ベジータのファイナルフラッシュに押し切られて吹き飛ばされ、それでも武舞台の端で何とか持ちこたえたところをガミサラスの足払いにより場外に転落して脱落した。
漫画版では大会序盤で第4宇宙のニンクと肉弾戦を演じるが、割り込んできたベジータにニンク共々場外に落とされた。
ビアラ
声 - 西村知道
第3宇宙の戦士で機械生命体。第3宇宙で一二を争う防御力を持つ。力の大会ではシャンツァと交戦し、ハンマー投の要領で場外へ投げ飛ばしたが、ジェット噴射で回避される。ジレンが瞑想に入った際にはトッポとディスポを引き付け、その間にカトペスラを使ってジレンを倒そうとするも失敗し、吹き飛ばされたカトペスラを助けた。その後、リブリアンと交戦する18号を援護しようとする17号を不意打ちで妨害したが、軽く一蹴された。その後も17号と18号と対峙し、自身の防御力で2人の体力を削ろうとするが、体力が減らない2人に逆に押され、最終的には18号の一撃で場外へ飛ばされて脱落した。
漫画版では戦闘シーンが無いまま脱落していた。
コイツカイ
声 - 沼田祐介
第3宇宙の戦士で機械生命体。無機質的な喋り方が特徴で、語尾に「カイ」が付く。巨大な眼で敵戦力を分析する。ボラレータやパンチアと共に悟空を狙い、一方的に攻撃をして追い詰めるが、乱入したカリフラによって遠くまで蹴り飛ばされた。その後、パンチアやボラレータと合体してコイチアレータへと変化し、悟飯に追い詰められた後はパパロニと合体してアニラーザへと変化するが、最終的には第7宇宙チーム全員の前に敗れてパンチアやボラレータ、パパロニと共に場外へ落とされて脱落した。
漫画版では大会序盤でパンチア・ナリラーマと共に第9宇宙のトリオ・デ・デンジャーズと戦う様子が描かれた。
パンチア
声 - 乃村健次
第3宇宙の戦士で機械生命体。無機質な喋り方が特徴で、語尾に「チア」が付く。攻撃タイプのロボット戦士。ボラレータやコイツカイと共に悟空を狙い、一方的に攻撃をして追い詰めるが、乱入したカリフラによって地面に蹴り落とされた。その後、コイツカイやボラレータと合体してコイチアレータへと変化し、後に悟飯に追い詰められたために今度はパパロニと合体してアニラーザへと変化するが、最終的には第7宇宙チーム全員の前に敗れてコイツカイやボラレータ、パパロニ共々場外へ落とされて脱落した。
漫画版では大会序盤でマジ=カーヨ共々ジレンに圧倒された後、コイツカイ・ナリラーマと共に第9宇宙のトリオ・デ・デンジャーズと戦う様子が描かれた。
ボラレータ
声 - 岸尾だいすけ
第3宇宙の戦士で機械生命体。無機質的な喋り方が特徴で、語尾に「ボラ」が付く。高速移動を可能とするスピードタイプのロボット戦士。眼の部分からビームを発射し、鉄球が付いた伸縮自在の腕でパンチを繰り出す。力の大会で悟飯と交戦し、ビームやパンチでダメージを負わせて悟飯を追い詰めるが、悟飯が一時離脱したために戦闘は中断した。その後、コイツカイやパンチアと共に悟空を狙い、一方的に攻撃をして追い詰めるが、乱入したカリフラの気功波によって遠くまで吹き飛ばされた。舞台上に残存する宇宙の数が半数以下になると、コイツカイやパンチアと合体してコイチアレータへと変化し、後に悟飯に追い詰められると今度はパパロニと合体してアニラーザへと変化するが、最終的には第7宇宙チーム全員の前に敗れてコイツカイやパンチア、パパロニ共々場外へ落とされて脱落した。
コイチアレータ
コイツカイ、パンチア、ボラレータの3人がパパロニの指示で合体した姿。3人分の体長で巨体となっているが、スピードはむしろ増しており、体の頑丈さも悟飯の攻撃を受け付けないほどに強靭となっている。また、そのパワーは超サイヤ人ブルーの悟空とベジータの攻撃を相殺するほどの出力を誇る。悟空、悟飯、ベジータの3人と互角以上の戦いぶりを見せたが、極限まで気を溜めた悟飯のかめはめ波に押されて敗北寸前まで追い詰められた。
しかし、今度はパパロニとも合体して巨大合体戦士アニラーザへと変化した。その後、アニラーザのまま第7宇宙チーム全員を圧倒するが、結局は敗れて場外へ落とされ、脱落後は合体が解除された。
漫画版には登場しない。

パパロニ
声 - 堀秀行
第3宇宙の戦士。改造戦士たちを作り上げたマッドサイエンティスト。カトペスラ同様改造人間や機械生命体ではない姿をしており、仲間の機械生命体を自在に操って闘いを有利に進める。個人の戦闘法としては赤い気功波を用いる他、他の宇宙の代表選手と競り合う姿もあり非戦闘員ではない。エアからはドクター・パパロニと呼ばれており、パンチアやコイツカイ、ボラレータを改造している。力の大会では、プライド・トルーパーズとの戦いを終えて孫悟空と一旦離れる18号に襲い掛かったが、軽く一蹴された。その後、残る宇宙が第3宇宙と第7、第11のみになったタイミングを見計らい、プランXを発動して改造戦士たちを合体させることでコイチアレータを誕生させるが、悟飯の底力に追い詰められたことで最大最後の秘技として自身もコイチアレータとの合体を決行し、アニラーザへと変化する。その後は第7宇宙チーム全員を圧倒したものの、最終的には敗北してコイツカイやパンチア、ボラレータと共に場外へ落とされて脱落した。脱落後は負けたことをエアたちに謝罪したが、エアからは「よくやった」と褒め称えられた。
アニラーザ
声 - 江川央生
コイチアレータにさらにパパロニが合体した姿。力の大会において本来は見せるつもりがなかったパパロニ最大最後の秘技。外見は機械生命体の面影のない有機生命体で、非常に巨大。唸り声だけで言葉は話さないが、場外へ落とそうにも仲間が助けることから、18号を捕まえて飲み込もうとするなど知性はある。その実力は、超サイヤ人ブルーとなった悟空やベジータを始め、悟飯、ゴールデンフリーザ、人造人間17号、18号の6人全員が合わせても、優位に立つほどの凄まじい戦闘能力に加え、コイチアレータをはるかに超えたパワーやスピードのみならず、拡散する気弾や口からのビーム、パワーで空間を歪めて攻撃を別の場所へワープさせるなど、多種多様な攻撃手段を用いる。防御力もビッグ・バン・アタックを片手で簡単に弾き飛ばすほど。ピッコロ曰く「秘技と豪語していただけのことはある」と評価し、ベジータや18号曰く「化物」と驚愕し、ビルスも空間をも歪めるそのパワーに大きな動揺を見せた。気を持たない17号や18号の位置を察知できることから、17号は蝙蝠やイルカと同じように超音波を発することで耳にあたる部分から瞬時に位置を判別していると推測している。第7宇宙チーム全員を相手にしてもなお圧倒し、17号をかばった18号を脱落させ、翼の生えた姿で残る5人全員の技でも押しきれないほどの巨大な気弾を作り出し武舞台もろとも吹き飛ばして全戦士を脱落させようとしたが、動力源に気付いた17号によって額のエネルギー炉を破壊され、出力の弱まった気弾を押し返され、直後に残る4人の攻撃で場外へ落とされ脱落した。脱落後は全員合体が解除された。
漫画版では暴走したケールの強さに焦ったミュールの指示によって登場したが、隙をついたケールの蹴り一発で場外に落とされ脱落した。

### 第4宇宙の出身者
ガノス
声 - 三浦祥朗
第4宇宙の戦士。目つきが鋭く、緑色の肌の少年のような外見をしている。変身することができ、変身後は鶏のような姿になってパワーアップする。また、闘いを重ねる度に強くなる能力を持ち、その他に電撃技や両手で作る気の剣「グランアドラー」を繰り出す。「力の大会」前はキテラの命令で第7宇宙を始めとする他の宇宙をスパイし、第7宇宙の帝王フリーザを地獄から甦らせて大会の出場メンバーにすることをキテラに報告した。力の大会では開始直後、トッポに挑もうとした悟空の前に乱入した。その後、キャウェイ、ダーコリを破った亀仙人と交戦し、当初は「スピードもパワーも上だが、経験の方はわしが上」と言う亀仙人に攻撃を読まれ、カウンター攻撃を叩きこまれる戦法に翻弄されるが、若さによる成長速度の速さで経験の差を補い、逆に亀仙人を追い詰めるまでに成長する。その後、亀仙人のよいこ眠眠拳も自身に電撃を当てるショック療法で回避したが、自身の放った電撃を亀仙人の渾身のかめはめ波に押し返され、そのまま場外へ吹き飛ばされて脱落した。
漫画版では暴走したケールに太刀打ちできずにシャンツァと共に落とされた。
ニンク
声 - 竹本英史
第4宇宙の戦士。一つ結びの鬼のような形相をしている。ジレンに気を取られていた悟空に不意打ちの絞め技を決め、そのまま道連れにして場外に落とそうとしたが、寸でのところで超サイヤ人ブルー化した悟空に逃げられて失敗し、自分だけが脱落した。
漫画版では第4宇宙屈指のパワーファイターとされ、大会序盤で第3宇宙のカトペスラと戦っていたが、割り込んできたベジータに落とされた。
ショウサ
声 - 高塚正也
第4宇宙の戦士。卑怯な性格で、死んだフリをして相手を油断させてからの騙し討ちを得意とするが、それもあって敗北する直前に18号からは「狸寝入り野郎」と呼ばれていた。騙し討ちで18号を後一歩のところまで追い詰めるが、救出に駆け付けたクリリンと18号の連携プレイに圧倒され、そのまま場外に落とされて脱落した。
漫画版では大会序盤で第2宇宙のハーミラと戦う様子が描かれた。その後は暴走したケールの攻撃を受けて脱落している。
マジョラ
声 - 岩田光央
第4宇宙の戦士。盲目だが、視力を失っている分は優れた嗅覚でそれを補っており、戦闘では目が見えないハンデはほとんど無い。ショウサを倒したクリリンと18号を狙い、クリリンの太陽拳は通用しなかったが、嗅覚が優れている点を逆手に取られてクリリンの靴の悪臭に自慢の嗅覚を封じられ、動けなくなったところをかめはめ波で吹き飛ばされて脱落した。オープニングでは目を開いているカットがある。
漫画版では戦闘シーンが無いまま脱落していた。
キャウェイ
声 - 國府田マリ子
第4宇宙の戦士。気を練ってブーメランやハンマー、槍状の武器にする能力を持つ。また、女性特有の色仕掛けで相手を惑わし、隙を突いて攻撃をするといった戦法も用いる。亀仙人に戦いを挑み、色仕掛けで惑わしてその隙を突いての攻撃を喰らわせようとしたが、通用せず逆に亀仙人の気迫に恐怖して「お嫁に行けなくなる〜!」と叫びながら自ら場外へ落ちて脱落した。
漫画版では戦闘シーンが無いまま脱落していた。
ダーコリ
声 - 進藤尚美
第4宇宙の戦士。影に潜り込む能力を持ち、その他に気から作り出した札を使っての札術（76の攻撃術と129の幻惑術で成された秘伝）を操るが、自分の出身の星は光がほとんど届かない暗い場所であったために明るい光を苦手としており、それでも「影の中なら私は最強」と豪語するほどに戦闘力を上げられる。亀仙人と対峙し、札術を使って翻弄することで影を縫い付けて動きを封じ、暗い影の中でパワーアップを果たして一気に勝負を付けようとしたが、幻術を危険視した亀仙人の発した魔封波で小さい瓶の中に封じ込められ、そのまま場外へ投げられて脱落した。脱落後は瓶から脱出していた。
漫画版では札術は使わず通常格闘のみ。大会序盤で第9宇宙のソレルと戦った後に暴走する前のケールと戦うが、侮っていたケールから強烈な反撃を食らい返り討ちにされた。
モンナ
声 - 山崎和佳奈
第4宇宙の戦士。下半身の黒い部分を肥大化させ、相手を押し潰したり、強力な回転攻撃を繰り出す。また、肥満体に伴うパワーを持ち、超サイヤ人に変身したキャベの攻撃に耐えるなどの耐久力も有する。力の大会では、ヒットが脱落して第6宇宙の戦士の数が減ってきたことからカリフラとケールを倒そうとしたが、乱入してきたキャベと交戦する。最初は、自身の肥大化させた体の攻撃でキャベを苦戦させ、後一歩で場外負けにまで追い込んだが、ベジータに救出されたために失敗し、逆にベジータの気功波によって吹き飛ばされる。その後、キャベと再戦し、その際にベジータを侮辱する発言をしたが、それがキャベの怒りを買って超サイヤ人2に覚醒するきっかけを作り、最終的にはキャベの渾身の気功波に吹き飛ばされて脱落した。
漫画版では戦闘シーンが無いまま脱落していた。
ガミサラス

第4宇宙の戦士。透明人間で姿が見えず、その特性を生かして相手に気付かれずに攻撃することができる。カトペスラを足払いで脱落させ、さらにはベジータや悟飯、18号にも攻撃を仕掛けるが、亀仙人の助言による悟飯の機転により武舞台を攻撃して舞い上がった土煙を被ってシルエットの姿が見えるようになったために居場所を知られ、ピッコロの気功波に吹き飛ばされて脱落した。事前に雑誌の記事で公開された姿はダモンの色違いの紫色だったが、本編中のシルエットは二足歩行のカメレオンのような姿をしており、脱落後も姿はハッキリとはせず結局どのような姿かは不明。
漫画版では他の宇宙が混戦中に暗躍し、18号や第2宇宙のリブリアン、ロージィ、カクンサ、第10宇宙のムリチム、ジルコルを脱落させた後、気配を読んだピッコロに落とされた。ビルス曰く「能力に頼りきりで実力は大したことはない」らしい。
シャンツァ
声 - 白石涼子
第4宇宙の戦士。小柄で頭部に3本の角と頬と下腹部に赤い模様のある水色の身体が特徴。お尻の部分から突き出た4本の管からジェット噴射して飛行できる。また、相手に幻を見せてその幻を操ることができ、幻を隠れ蓑にダモンに相手を攻撃させるなどの連携を得意とする。ビアラと対戦して場外へ投げ飛ばされた際は、ジェット噴射で場外負けを回避した。その後、幻影を使って第7宇宙を惑わしたが、悟飯とピッコロに幻の仕組みを見抜かれ、直後に飛び上がったピッコロに見つかって慌てて隠れたが、そこを狙い撃ちしたピッコロの気弾に吹き飛ばされて脱落した。脱落後はキテラから「あんなのかわせよ!」と注意されたが、すぐに「無理無理」と言って謝った。
漫画版では暴走したケールに太刀打ちできないままガノスと共に落とされて脱落している。
公式サイトでは「〜ツァ」が口癖とされているが、アニメ版・漫画版共に一度も使っていない。
ダモン
声 - 田中秀幸
第4宇宙の戦士。虫人間であるが故に非常に小さいが、その体格差に似合わず、打撃攻撃で17号を吹き飛ばすほどに攻撃力は高く体が小さいために動きが素早く、敵の攻撃の回避能力にも長けている。ピッコロに襲い掛かり、キテラの策略で透明人間だと思い込んだ彼を背後からの連続攻撃で場外へ落として脱落させる。その後は17号と交戦し、虫人間であることを見破られながらも悟空や17号の攻撃を素早くかわして翻弄していたが、羽がないため空を飛べないという点に目を付けられ、悟空が地面を割って体を舞い上げられたところを17号の放った球体に閉じ込められ、直後にサッカーボールのように場外に蹴り飛ばされて脱落した。脱落後は負けたことを謝罪したが、怒ったキテラに踏みつぶされそうになった。
漫画版ではその正体を現すまではジレンやディスポを警戒させて一時撤退させるほどの脅威として描かれている。アニメ版同様ピッコロを脱落させるが、悟空のアドバイスを受けて聴覚を駆使した17号に位置を特定され、脱落した。

### 第6宇宙の出身者（宇宙サバイバル編）
レンソウ
声 - 高塚正也
第6宇宙のサイヤ人で元サダラ防衛隊隊長。かつて、キャベを指導した師匠でもありキャベからは信頼されている。現在は、足を患っており防衛隊長を引退している。このことから、宇宙の存亡をかけた「力の大会」の出場をキャベから志願されても「今の自分にそんな大層なものを背負うことはできない」と拒否し、代わりに妹のカリフラを連れて行くことを提案する。
漫画版には登場しない。
カリフラ
声 - 小松由佳
第6宇宙の戦士。サイヤ人でレンソウの妹。一人称は「あたし」。チンピラたちのボスを務める不良少女で、気が荒く男勝りな性格でキャベが苦手としている人物。レンソウいわく「潜在能力は遥かに俺を上回っている」として「力の大会」のメンバーに推薦された。見様見真似で超サイヤ人、超サイヤ人2への変身を完全に身に付けるなど、戦闘センスは非常に高い。格闘技術はいわゆる喧嘩殺法で特定の武術を学んだわけではなく、そうした相手との経験も不足していたため、同じ超サイヤ人2でも最初は悟空にはあしらわれていたが、それもすぐに追いついて見せた。悟空からは「この大会中に超サイヤ人3どころかその先までも行けちまうかもな」と評されたが、結局力の大会中に超サイヤ人2より上の変身はできなかった。
当初は宇宙の存亡が懸っていることを「知ったことか」と大会の出場を拒否していたが、超サイヤ人化したキャベから「さらに上を目指せるはずのあなたがこんな所で燻ってていいのですか」と諭され「さらに上」と「超サイヤ人」に興味を持ち始める。そして、キャベから超サイヤ人への覚醒の方法を教えてもらい、超サイヤ人へと覚醒し「力の大会」の出場を承諾する。さらに妹分のケールを出場させることを提案する。
力の大会開始直前には、初対面の悟空に握手を求められるが「全宇宙最強を決めに来たんだ。馴れ合ってられるかよ」と拒否した。
ケールを痛めつけていたナパパ、メチオープと交戦しナパパを場外へ落とした。その後、悟空と対戦しトランクスがセルと対峙した時のようなパワーアップのためだけの変身をし、パワーを気にしすぎたためにスピードが落ちていることと、その変身は長く戦うのに向いていないことを悟空に指摘され、超サイヤ人2の変身の仕方を教えられ段々と親しくなっていく。だが、その成り行きがケールを暴走状態の超サイヤ人に覚醒させるきっかけとなる。その時のケールの突進で吹き飛ばされるがヒットの「時とばし」により難を逃れた。その後、ジレンに倒されたケールを救助した。続いて、プライド・トルーパーズのケットルと交戦し苦戦する。さらに、その場に駆け付けたカーセラル、ココット、ゾイレーとの4対1という圧倒的不利な状況に陥る。その際、異空間に閉じ込められたケールに気張りながら守ろうとする姿勢がケールを自意識を保った超サイヤ人に覚醒させるきっかけとなり、異空間から脱出したケールと力を合わせプライド・トルーパーズ3人を撃破した。その後は、疲弊したケールを抱いてその場から去った。当初は心配ないと静観していたヒットとディスポの戦いでは、ディスポがクンシーと手を組んだことで追い詰められていくヒットを見兼ねて加勢しようとしたが、悟空の乱入で加勢せずに終わる。さらにその後、第4宇宙のモンナに襲われて交戦しようとしたが、乱入したキャベに止められて彼にその場を任せ、渋々撤退した。悟空が第3宇宙のボラレータやコイツカイ、パンチアに追い詰めた際には乱入して一気に一蹴し、そのまま悟空に戦いを挑む。脱落したヒットやキャベの分も生き残るために強くなろうと考え、悟空から超サイヤ人3への覚醒の仕方を聞き出すために交戦。最初は、超サイヤ人になっていない悟空をパンチやキックの連続攻撃で押しているように見えたが、一発も当てることができず逆に押される。シャンパから「逃げろ」と命令されるが聞き入れず、徐々に悟空の動きに慣れてきて反撃に転じる。今度は、残像拳や瞬間移動攻撃に翻弄されるが、次第に悟空の攻撃を見切り、ほぼ互角の戦闘を演じる。この対応の仕方を亀仙人は「凄まじい順応性」と評した。ウイスは、「元々カリフラさんの中にそれだけの能力が眠っていた」「悟空さんと戦うことでその能力がどんどん解放されていっている」と言う。悟空を追い詰めていくと、超サイヤ人になるように促し、悟空が超サイヤ人2になると気功波系の必殺技「クラッシュ・キャノン」を繰り出す。第2ラウンドを繰り広げさらに戦いは高速化していき、今度はケールも戦いに参戦させ、息の合ったコンビネーションで悟空を追い詰めるが、ウイスの「カリフラさんとケールさんの攻撃に悟空さんの感覚がどんどん鋭くなっている」という説明通りに悟空は攻撃を見切っていく。しかし、暴走状態の超サイヤ人を使いこなしたケールと組んでも超サイヤ人ゴッドの悟空に追い詰められ、シャンパから事前に渡されていたポタラによってケールと合体し、ケフラとなる。ケフラとなった後は悟空を圧倒したものの、「身勝手の極意」を発動した悟空のかめはめ波によって場外へ吹き飛ばされ、ケール共々脱落した。また、その際に衝撃でポタラが壊れたために合体が解除され、脱落後はケールと分離して元に戻り、悟空に向かって「いつかぶっとばしてやるからな」とリベンジを約束した。第6宇宙が全滅したことで消滅するも17号の願いで復活し、ケールと喜び合い、超サイヤ人3になるための特訓を始めることを決める。
漫画版では惑星サダラの治安の悪い一帯を仕切っており、通りがかった者から物資を奪い仲間と分け合う盗賊業を営んでいる。ノーマル状態のキャベを一方的に叩きのめしたが、超サイヤ人のキャベには完敗した。自分に勝利して超サイヤ人への変身も教授すると約束したキャベに敬称を付けて持て成すなど、粗野だったアニメ版と比べると恩や上下関係を尊重する性格となっており、ケールが力を隠していたことに関しては快く受け入れていた。第6宇宙のサイヤ人を執拗に狙うフリーザに超サイヤ人となって善戦するが、ゴールデンフリーザ相手には手も足も出ずに痛めつけられた。後に同宇宙の界王神フワからポタラを盗んでいたことが判明し、合体する形でケールの暴走と危機を救うこととなった。
鳥山の最初の原案には存在しなかったが、アニメスタッフにより考えられたケールを見た鳥山が面白がってカリフラをデザインし、カリフラとケールの2人をペアにすることが決められた。
ケール
声 - ゆかな
第6宇宙の戦士。サイヤ人でカリフラの妹分。暗い雰囲気を持つ女性で性格は内気。一人称は「わたし」。姉貴分であるカリフラを「姐さん」と呼び慕っており、カリフラが他の者と仲良くしているのは気に入らないなど嫉妬深い一面もある。カリフラから「力の大会」の出場を提案され、自身も超サイヤ人に覚醒するための練習をしたが中々覚醒できなかった。しかし、カリフラとキャベが目の前で仲良くしていると勘違いしその嫉妬心から暴走状態の超サイヤ人に覚醒し、キャベを殺そうとしたがカリフラの必死の呼びかけで怒りが解け元に戻った。暴走状態の超サイヤ人時に気を放つ際、周りの空間が緑色のエフェクトに包まれ、それが吸収されるかのように球状になって集まる。
力の大会では、ナパパとメチオープに執拗に痛めつけられカリフラに助けられる。その後、カリフラが悟空と親しくしているような様子を見て再び嫉妬心から暴走状態に覚醒し悟空を苦戦させ、敵味方区別なく気弾を乱射してメチオープを場外に落とし止めに入ったブーオンを脱落させた。声だけで武舞台を破壊するほどに暴れまわったが、止めに入ったジレンには手も足も出ないまま倒され、暴走状態が解けカリフラに救助された。その後は、ココットに異空間へ閉じ込められ、カリフラが執拗に痛めつけられているのを見るに耐えかねて「迷惑ばかりかけているダメな自分が大嫌い」という怒りで、自意識を保った超サイヤ人に覚醒し異空間から脱出する。カリフラと力を合わせて合体光線を放ち、プライド・トルーパーズの「ユナイテッドジャスティスストリーム」とほぼ互角の押し合いだったがカリフラの励ましの言葉に感化され、さらにパワーアップしプライド・トルーパーズ3人を場外に吹き飛ばし勝利した。その後は、再び変身が解けカリフラに背負われその場から退散する。カリフラが悟空と再戦した際は、最初は傍観しカリフラが戦っている姿を「楽しそう」と喜んでいたが、悟空に呼ばれカリフラに「一緒に超サイヤ人になろうぜ」と参戦を勧められ承諾し参戦。カリフラと一緒に戦えることを喜び、優れたコンビネーションで悟空を攻めるが、次第に悟空に攻撃を見切られる。その後、もっと強くなってカリフラと一緒に戦うために、再び暴走状態の超サイヤ人に覚醒するが、カリフラの呼びかけで完全に力を使いこなし、さらにはポタラによってカリフラと合体してケフラとなる。ケフラとなった後は悟空を圧倒したものの、「身勝手の極意」を発動した悟空のかめはめ波によって場外へ吹き飛ばされ、カリフラと共に脱落した。また、その際にポタラが壊れたために合体が解除され、脱落後はカリフラと分離して元に戻り、シャンパたちに対して負けたことを謝罪した。第6宇宙全滅で消滅するも17号の願いで復活し、カリフラと共に喜び合った。
漫画版では超サイヤ人にならなくてもカリフラと互角以上の強さだが、カリフラを立てるために力を隠している設定。カリフラを本人の与り知らぬ所で援護しており、サダラ軍兵士の銃や超サイヤ人状態のキャベから宝飾品を奪うなど高い実力を伺わせている。力の大会ではカリフラvsフリーザの戦いをよそ見しながらダーコリを倒す。ダーコリ撃破後カリフラに加勢し最初は気づかれないようにしていたが、フリーザに気づかれる。フリーザへの怒りで独自の進化形態の超サイヤ人に変貌し、完成した超サイヤ人ブルーの悟空とゴールデンフリーザ、トッポやベジータを圧倒する。その後も多くの戦士たちを脱落させるが自分のパワーに意識を呑まれて同士討ちに走り始め、動きの単調さと時間経過によってパワーが著しく低下する弱点を露呈し、抜群のチームワークを発揮したプライド・トルーパーズに実質的に敗北。脱落する寸前で身を挺したキャベに救われ、この際にポタラを付けられたことでケフラに変化した。
アニメスタッフのシナリオ会議でブロリーのようなキャラクターを出すことに決まり、そのままでは面白くないということで女性としてデザインされた。
ケフラ
ケールとカリフラがポタラによって合体して生まれた戦士。一人称は「あたし」。通常時の髪の色は濃い緑色。性格は好戦的かつ自信満々で、カリフラの人格が強く出ている。ケールと同様の緑がかった金髪の超サイヤ人に変身が可能。超サイヤ人にならずとも超サイヤ人ゴッドの悟空を上回る戦闘力を発揮し、前述の超サイヤ人になれば界王拳を使用した超サイヤ人ブルーの悟空とも互角以上に戦えるほどになる。悟空を圧倒して追い詰めるが、再び「身勝手の極意」へと進化した悟空に攻撃を回避され、彼の気迫に焦りを見せる。攻撃を避けられたり、自らも攻撃を受けながらも気を高め続け、ついには全力の大技を放つが、悟空に回避された上に彼が放った至近距離でのかめはめ波によって場外へ吹き飛ばされ脱落し、合体が解除された。
漫画版では合体直後から超サイヤ人になっていた。暴走ケールを倒した第11宇宙の戦士たちを圧倒し、一気に6人を脱落させる。その後は悟飯と戦い、相打ちとなる形で脱落した。

Dr.ロタ
声 - 菊池正美
第6宇宙の戦士。赤い猪のような容姿をしている。ドクターならではの能力を持っている。何かと目立ちたがり屋で、対峙した悟飯とピッコロに対しなぜ自分が「ドクター」と呼ばれているのかを説明しようとするが、ハーミラのレーザーで撃たれ倒れる。その後、復活しプランを抑えつけ再び自分の能力を明かそうとしたが、イライラしていたベジータの気功波でプラン共々場外へ吹き飛ばされ脱落した。結局、どのような能力を持っていたのか披露されることなく終わった。
漫画版では魔術の使い手であることが明らかとなったが、使う暇もなく脱落している。
サオネル
声 - 神奈延年
第6宇宙の戦士でナメック星人。力の大会開始直前、それぞれの宇宙の代表選手紹介の初登場時は、ピリナと共に影に身を顰めた姿がはっきりしない登場をした。ナメック星人特有の能力を持ち、ピッコロと同様に腕を伸ばしたり、千切れてもそこから再生させることができる。また、第6宇宙の代表としてピリナと共に多くのナメック星人の有志と同化しており、戦闘力や気が格段に上がっている。力の大会では力を得た体が安定するまで派手な戦闘は避け、大会後半の戦力補強として控えていた。ジレンとヒットの戦いを観戦していた悟空をピリナと共に不意打ちを仕掛けたが、悟飯とピッコロに阻まれて2人と対峙する。しばらくは戦いを続けていたが、悟空とケフラの気による衝撃波に巻き込まれそうになり、一旦は中断した。ケフラの脱落後はシャンパから必ず勝つように言われ、ピリナと共に勝利を約束し、再び悟空とピッコロと対戦する。戦いの末に悟飯のかめはめ波を受け、それでも根性で耐え抜いたまま悟飯に襲い掛かるが、直後にピッコロの魔貫光殺砲によりピリナと共に腹部を撃ち抜かれ、そのままかめはめ波によってピリナ共々場外へ吹き飛ばされて脱落した。
漫画版では大会序盤でピリナと共に第10宇宙のナパパと戦う様子が描かれ、後に暴走したケールの説得を試みるも場外に落とされた。
ピリナ
声 - 江川央生
第6宇宙の戦士でナメック星人。力の大会開始直前、それぞれの宇宙の代表選手紹介の初登場時は、サオネルと共に影に身を顰めた姿がはっきりしない登場をした。大柄で厳つい姿をしている。サオネルと同じくナメック星人特有の能力を持ち、多くのナメック星人の有志と同化している。力の大会ではサオネルと共に悟飯、ピッコロと対戦する。戦いの末に悟飯のかめはめ波と自身の気功波による押し合いとなり、最初は少しずつ押していたが、ピッコロの魔貫光殺砲によりサオネル共々腹部を撃ち抜かれた上にかめはめ波に押し負け、そのままサオネルと共に場外へ吹き飛ばされて脱落した。
漫画版では大会序盤でサオネルと共に第10宇宙のナパパと戦う様子が描かれ、後に暴走したケールの説得を試みるも場外に落とされた。

### 第9宇宙の出身者
漫画版では全員フロストとフリーザの2人により脱落させられている。
バジル
声 - 小山剛志
通称「弾丸シュートのバジル」「蹴りのバジル」。第9宇宙最強最悪の戦士「トリオ・デ・デンジャーズ」の末弟。高速での動きと自在な足技を使いこなし、足から連続で気弾を放つ技「シャイニングブラスター」と「ヴォルフガングプレッシャー」を使用する。第7宇宙との全覧試合の第1試合でブウと戦うが、戦いの最中に攻撃の余波でサタンを間接的に傷付けたためにブウの怒りを買い、直後に本気を出したブウによって一度は吹き飛ばれて倒される。その後、第9宇宙の界王神であるロウの力を借りたドーピングで格闘能力を大幅に上げ、その上でブウを寄せ付けずに彼を容赦無く叩きのめすが、それでも再生能力を持つブウにダメージを与えることができず、最終的にはかめはめ波による直撃を受けた上にドーピングの限界が来たためにその場で意識を失うという形で敗北を喫する。
力の大会では、足からの気弾で第10宇宙のリリベウを吹き飛ばし場外負けにして勝利。続いてナパパを苦戦させるがすんでのところで気弾を弾かれる。その後は悟空と交戦するが、最終的にはベルガモやバジルと共に放った「トライアングル デンジャービーム」が悟空のかめはめ波とベジータのファイナルフラッシュに押し負けたことで場外に吹き飛ばされ脱落した。
漫画版では蹴り技を多用するが必殺技は使わない。大会序盤で兄弟と共に第3宇宙のパンチア、コイツカイ、ナリラーマと戦う様子が描かれた。その後はラベンダ、ベルガモと組んでの連携攻撃で悟飯を苦戦させる。暴れ回るフロストを警戒して一時退散した後は再び悟飯を追い詰めるも、リング端で跳び上がったためにフリーザの攻撃で場外に落とされた。
ラベンダ
声 - 草尾毅
通称「毒々のラベンダ」。「トリオ・デ・デンジャーズ」の次兄。冷酷な性格で、正々堂々とした戦いを嫌う。ただし全く弱いわけではなく、悟飯やベジータと互角にやり合っている。口から吐き出す「ポイズンブロー」という強力な毒を使用し、その毒は相手の目を見えなくさせた上で体に染み込んで腐らせていくという恐ろしい威力を秘めているが、他にも遠距離攻撃で毒の弾にして連射することも可能である。全覧試合の第2試合で孫悟飯と戦い、一度は毒の攻撃によって悟飯を窮地に陥れたが、最終的には自分の気を利用した上で相手の位置を読んだ悟飯の反撃を受けて相打ちとなる形で引き分けに終わる。
力の大会では、全覧試合で攻撃を見せていたこともあり、悟空やベジータには毒攻撃を気のバリアで塞がれる。その後、ホップとの連携でベジータを追い詰めるが、勝負を焦ったホップのミスによって彼女の爪で引っ掻かれ、連携は失敗に終わる。その後はベルガモやバジルと共に「トライアングル デンジャービーム」を放つが、悟空のかめはめ波とベジータのファイナルフラッシュに押し負け、ベルガモやバジル共々場外に吹き飛ばされ脱落した。
漫画版では毒を用いず、兄弟の連携攻撃を主体としている。大会序盤で兄弟と共に第3宇宙のパンチア、コイツカイ、ナリラーマと戦う様子が描かれた。その後はバジルと共に悟飯を狙い打つが、フリーザの横槍を受けて脱落した。
ベルガモ
声 - 竹本英史
通称「潰しのベルガモ」。「トリオ・デ・デンジャーズ」の長兄。狡猾な性格で、自分たちが助かりたいがために悟空を悪者に仕立てようと言葉巧みに神々たちを味方につけたり、自分が勝ったら宇宙消滅を撤回するように全王たちに頼んで認めさせることに成功するなどのそれなりに口が上手い。また、相手から受けた攻撃を自分の力に変えて巨大化し、倍の力でカウンターを使用できる。全覧試合の第3試合で悟空と戦い、悟空の攻撃をどんどん吸収して無力化することで一度は彼を追い詰めるが、巨大化したために死角が増えるという弱点を見抜かれた上で更なる追撃によってスタジアムが耐えられないほどにまで巨大化させられ、最終的には右手から放った「ウルフガングペネトレーター」を超サイヤ人ブルーに変身した悟空の界王拳かめはめ波に押し返される形で倒された。敗北後も悟空を悪党呼ばわりし、最後には「自分たちだけでも生き残ってやる」と捨て台詞を吐いた。
力の大会では、バジル、ラベンダとともに相手を囲み高速で動き翻弄する攻撃「デンジャーズトライアングル」で悟空やベジータを苦しめる。ロウの期待に応えようと奮戦し、最後は兄弟が力を合わせて放つ破壊光線「トライアングル デンジャービーム」を悟空とベジータに放ったが、悟空のかめはめ波とベジータのファイナルフラッシュに押し負け兄弟3人共々場外に吹き飛ばされ脱落した。
漫画版では巨大化せず、単体での戦闘力はピッコロ一人に劣っている。大会序盤で兄弟と共に第3宇宙のパンチア、コイツカイ、ナリラーマと戦う様子が描かれた。その後は兄弟の戦力を分散させたためにピッコロに敗れ、良心に訴えて助命を請うもフリーザの容赦ない追い討ちを受けて脱落した。
ホップ
声 - ゆかな
第9宇宙の戦士。ネコのような耳と尻尾、鋭く紅い爪を持つ女性。ラベンダとの連携プレイでベジータを苦戦させ、ヒソップがベジータの左腕を凍らせたことで一気に勝負を決めようとしたが、勝負を焦ったことが仇となり連携攻撃に乱れが生じ誤ってラベンダを爪で引っ掻き、それに動揺した隙にベジータに一方的に攻撃され場外に落とされ脱落した。
漫画版では大会序盤で第10宇宙のムリチムと戦う様子が描かれた。その後は爪を伸ばして場外に落ちかけたローゼルを救出したが、フロストの猛攻でソレルと同時に落とされた。
ヒソップ
声 - 草尾毅
第9宇宙の戦士。氷山のような容姿の巨漢。口から氷柱を吐きだし命中した部分を凍らせる技「アイスランス」を持つ。ロウ曰く「絶対零度」「触れたら最期、骨の髄まで一瞬にして凍りつくフリージングアタック」。この技でベジータの右腕を凍らせたがベジータには大したダメージは与えられず、超サイヤ人化したベジータにあっさり氷を砕かれ発した気功波によりオレガノ共々吹き飛ばされ脱落した。
漫画版では大会序盤で第10宇宙のジルコルと戦う様子が描かれた。その後は同宇宙の戦士たちと協力してピッコロを苦戦させ、乱入したフロストに一撃を見舞うも、フルパワーを発揮したフロストに振り回され場外負けした。
オレガノ
声 - 増谷康紀
第9宇宙の戦士。手のひらから蜘蛛のような糸を作りだすことができる。力の大会では一瞬の勝機を狙い、ヒソップに右腕を凍らされたベジータの左腕を糸で絡めとったが、超サイヤ人化したベジータの敵ではなくあっさり糸を外され、発した気功波によりヒソップ共々吹き飛ばされ脱落した。
漫画版ではフロストの不興を買っており痛めつけられた後、再度襲来したフロストの攻撃を堪えきれず場外に落下した。
チャッピル
声 - 高塚正也
第9宇宙の戦士。鋼鉄のように固い肉体を持つ銀色の龍のような容姿。口から火球を吐きだす。悟空と対峙した際、悟空にパンチを打たせ自分の体の頑丈さを見せつけた。ロウには「アイアンスキンバトラー」と名付けられる。だが、ホップが誤ってラベンダを傷つけたことに動揺しその一瞬の隙を突かれコンフリー共々悟空が発した気功波で場外に落とされ脱落した。
漫画版では仲間の脱落に気を取られている隙を狙われフロストに落とされた。
コンフリー
声 - 田中亮一
第9宇宙の戦士。緑色の半魚人の容姿。特に目立った戦いを繰り広げられることなくチャッピル共々悟空の気功波で吹き飛ばされ脱落した。
漫画版では大会序盤で第10宇宙のオブニと戦う様子が描かれた。その後はフルパワーのフロストと互角のせめぎ合いを見せたが、至近距離からの気の爆発を受けて満身創痍となって場外負けした。
ローゼル
声 - 間宮康弘
第9宇宙の戦士。蝙蝠のような耳と羽を持つ容姿。後ろからフリーザに不意打ちを仕掛けようとしたが、翼を打ち抜かれ飛べなくなりフリーザに弄ばれそうになるとそれに恐怖し、自ら場外に落ち脱落した。
漫画版ではピッコロを羽交い絞めにして場外に落とそうとするが、悟飯の妨害を受けて自身が落ちそうになった所をホップに救われている。後に吹き飛んだヒソップの巻き添えを食らい脱落した。
ソレル
声 - こおろぎさとみ
第9宇宙の戦士。うさぎのような可愛らしい姿をしている。特に目立った活躍を見せることなく、悟空とベジータが第9宇宙の戦士と戦っている間に誰も気付かないうちに18号に武舞台から落とされ脱落した。
漫画版では大会序盤で第4宇宙のダーコリと戦う様子が描かれた。その後はヒソップ、ローゼルと組んでピッコロを苦戦させたが、フロストの強さに驚愕しながら倒された。
ボス
声 - 川津泰彦
力の大会開催直前にシドラとロウがフリーザに対して差し向けた刺客たちのボス。ブルドッグのような顔をしている。多数の部下を引き連れて占いババの宮殿を襲撃するが、そのほとんどがフリーザに惨殺される。シドラから破壊のエネルギーを分け与えられており、フェイントを交えてフリーザに当てることに成功するが、逆に破壊のエネルギーを奪われ最終的にフリーザの光線で貫かれて死亡する。このエピソード自体がアニメオリオリジナルのため、漫画版には登場しない。

### 第10宇宙の出身者
ムリチム
声 - 平井啓二
第10宇宙の戦士。考えすぎて中々戦士を選抜できなかったゴワスに代わってラムーシが「筋肉」を重視して選抜した戦士たちの代表的な存在。修行僧のような風貌で、筋骨隆々の体格をしている。彼を始めとする戦士たちは全員マッスルボディを作るため、必ず決められた時間にプロテインを摂取する習慣を遵守している。
力の大会では開始直後、トッポを体当たりで吹き飛ばす。その後はフリーザに敗れており、尻尾の一撃で場外に落とされ脱落した。
漫画版では大会序盤で第9宇宙のホップと戦う様子が描かれ、全身から光を発して相手を吹き飛ばす技を見せていた。その後はベジータと戦う姿が描かれ、オブニ、ジルコルと共に残っていたが、ガミサラスにジルコルもろとも場外に落とされる。
リリベウ
声 - 浅野真澄
第10宇宙の戦士。蝶のような触角と羽を持ち空を飛べる女性。バジルと交戦したがシャイニングブラスターで吹き飛ばされ脱落、力の大会で最初の脱落者となる。本来なら空を飛び場外負けを回避できたはずだが、いきなりのことで空を飛ぶのを忘れていた。その後は、ラムーシに叱咤されるがゴワスからは落ちたものは仕方ないとして他の戦士を応援することを薦められ、大声で他の選手を応援した。
漫画版では戦闘シーンが無いまま脱落していた。
ナパパ
声 - 間宮康弘
第10宇宙の戦士。「ドヒョー際の魔術師」と呼ばれる、第10宇宙の相撲に似た格闘技・ドヒョードルの横綱。ケールを笑いながら人間サンドバッグにするなど残酷な一面がある。横綱は「YOKODUNA」、力士は「RIKISHI」と字幕放送では表記されており、それに伴い作中のキャラクターも横綱と力士を英語訛りに発音する。バジルと交戦し気弾に押されるが根性で弾き飛ばした。その後はフリーザに踏み潰された後、メチオープと共にケールを一方的に痛めつけ、助太刀に来たカリフラと交戦し押し合いとなり一気に場外へ落とそうとしたが、すんでのところで形勢逆転され場外へ落とされ脱落した。
漫画版では大会序盤で第6宇宙のサオネル、ピリナと戦う様子が描かれた。その後はジウムと組んでピッコロを上空から襲おうとするがあっさりと避けられ、「第10宇宙の相撲は品格に欠けている」と皮肉られた後、17号にジウム・メチオープと纏めて落とされた。
ジウム
声 - 龍田直樹
第10宇宙の戦士。緑色のオウムの容姿をしており、リリベウと同じく空を飛べる。口から赤い光弾を吐き出す。クリリンを狙ったが悟飯に光弾を弾き返され、クリリンの気円斬三枚刃、亀仙人のかめはめ波の連続攻撃を受け場外に落ち脱落した。
漫画版では大会序盤で第2宇宙のラバンラと戦う様子が描かれたが、その後は二度に渡って17号に撃墜されており、第10宇宙の戦士たちの力量の低さを見積もられている。
ムリサーム
声 - 成瀬誠
第10宇宙の戦士。ムエタイのような技を使う戦士。キャベに不意打ちを仕掛けるが、ニグリッシ共々場外へ蹴り飛ばされ脱落した。
漫画版では真っ先に17号に狙われて抵抗できずに場外に落とされ、力の大会最初の脱落者となる。
メチオープ
声 - 岸尾だいすけ
第10宇宙の戦士。ボクシングを得意とし、軽いフットワークからパンチやジャブを繰り出す。エビかカニのような口をしており、口でケールのパンチを受け止め身動きを封じ、腹にパンチを喰らわせた。その後、ナパパがケールを押さえつけている間に伸縮自在の腕でパンチを連打し執拗に痛めつけたが、助太刀に来たカリフラと交戦し腹にパンチを連打され反撃もできないまま敗北した。その後、暴走したケールが無差別に乱射した気弾により場外に落ち脱落した。
漫画版では大会序盤で第2宇宙のザーブトと戦う様子が描かれた。その後は悟飯と交戦するが全く相手にならず、17号にナパパ、ジウムと纏めて落とされた。
ジラセン
声 - 高塚正也
第10宇宙の戦士。片手にバラを携えた美しきナルシストであり、すぐに格好つけようとする。ピッコロと対峙しようとした直前にリブリアンの突進攻撃の巻き添えを喰らい、場外に飛ばされ脱落した。情けないやられ方をしたため、ラムーシにこっぴどく叱られた。
漫画版では第6宇宙のボタモと戦う様子が描かれた。その後はボタモへの決定打に欠けていた17号に加勢しようとしたピッコロに片手間で落とされた。
ジルコル
声 - 岩田光央
第10宇宙の戦士。修行僧のような格好をしたヨガ戦士。特に目立ったシーンが描かれないまま、ジーミズに敗れ脱落した。
漫画版では大会序盤で第9宇宙のヒソップと戦う様子が描かれた。その後もオブニ、ムリチムと共に残っていたが、ガミサラスに敗れてムリチムと共に脱落した。
ルバルト
声 - 間宮康弘
第10宇宙の戦士。激しい戦火を生き抜いた軍人戦士。力の大会でピッコロと対戦するが、周りに気弾をばら撒かれ逃げ道を無くされた後、猛攻を受け敗退し脱落した。
漫画版では17号に軽口を叩かれて場外に落とされかけるも何とか粘ろうとするが、フリーザに手を払いのけられ脱落する。
オブニ
声 - 谷昌樹
第10宇宙の戦士。妻子持ちで家族の写真が入ったロケットペンダントを大事に所持している。力の大会で第10宇宙最後の戦士として悟飯と対戦する。悟飯を強敵と認めた上で勝負を挑む生粋の武道家でもある。気の扱いに長けており、体内の気と体の動きをずらすことで自分の動きを捉えられないようにフェイントを駆使した戦闘術の使い手で、観戦していたウイスも「気を使用したなかなかの奥義」と評した。だが、気を消耗するとこのフェイント技術は使えなくなる。悟飯とは互いに捨て身の覚悟で殴り合い、妻子と第10宇宙を守るために奮闘するが、最後はかめはめ波で場外に吹き飛ばされ脱落した。
漫画版では大会序盤で第9宇宙のコンフリーと戦う様子が描かれた。その後はベジータやピッコロと戦った後、アニメ版同様に第10宇宙の最後の一人となり、暴走したケールの無差別攻撃に一度は耐えてみせた。己の方針を詫びるゴワスに寛容な心を持つことの大切さを教えてくれたことに感謝を示し、玉砕覚悟の特攻を仕掛けて脱落した。

### 第11宇宙の出身者
「プライド・トルーパーズ」のトップ3の戦士ジレン、トッポ、ディスポの3人は鳥山明のデザインであり、宇宙サバイバル編の最初期の原案に描かれたキャラクター。「プライド・トルーパーズ」そのものの設定や前述の3人以外のメンバーは鳥山の原案にはなかったが、3人が同じ赤と黒のスーツを着ていたことから発想を得たアニメスタッフにより制作された。
ジレン
声 - 花輪英司、森下由樹子（幼少期）
第11宇宙の平和を守るヒーローチーム「プライド・トルーパーズ」の一員で、トッポの盟友。通称「灰色のジレン」。一人称は「オレ」。非常に寡黙で、自身の信じるスタンスを貫く一方で時には律儀な部分があり、戦いに厳しい一面もあるが、一方では信念を捨てる者を嫌い、逆にそれらを守りながらも更なる強さを求める者には敬意を払うなど、武人のような一面を見せることもある。実際に何一つ捨てずにここまで勝ち残った悟空たちをこれまで見せることのなかった笑みを浮かべながら評価し、命を捨ててまで犠牲になった17号を褒め称えたり、身勝手の極意でさらに強さを高めた悟空に対して笑みを見せながら「応えねばならない」とさらに本気を出していた。自分を敗北寸前まで追い詰めたものの、身勝手の極意の反動で力尽きた悟空にはトドメをさす前に「このような形で決着を付けるのは不本意だ」と最大限の敬意を払っている。また、無益な戦いは避ける傾向があり、いざという時以外は一切動かない。トッポからは第11宇宙最強の戦士としてその名を挙げられ、自身と競り合う程度の力ではジレンには到底勝てないと言うように、その実力はすでに破壊神の領域に到達している。破壊神を超える力を軽々と行使し、気を発した際には力の大会の参加者全員を怯ませ、さらにはビルスさえも呆気に取られて息を呑んだほどである。筋肉質かつ大柄な体格であるが、悟空ですら目で追えないほどの高速で移動することも可能。暴走状態のケールを一発で止めるほどの強力な気功弾を放ち、本気を出せば巨大な気功弾も繰り出せる。体術もずば抜けており、拳圧による衝撃波だけで相手を吹き飛ばし、拳圧の乱打を無数も浴びせたり、超サイヤ人ブルー状態の悟空でも回避不可能の無数の拳を放ったり、大量の岩山を一気に破壊できるほどの気を纏わせた強力なパンチを繰り出すこともできる。また、洞察力も磨かれており、力の大会開催前に破壊神であるリキールが武舞台の修理のためにブロックを飛ばしてきた際にはそのブロックの動きを読んで無駄にかわさずに微動だにしないまま回避している。大会が始まる前や強敵がいない場合は瞑想による修行を行っており、その場合でも気の壁を張って自分の身を守っている。気の壁がなくとも防御力は極めて高く、超サイヤ人ブルー状態での20倍界王拳を使った悟空と抗戦しても全くダメージが残らないほどである。また、別の次元から相手の気を感じ取ることもでき、実際に別次元に隠れていたヒットの気さえも感知し、彼の次元間を超える技を見破っていた。その凄まじい戦闘能力は未だに発展途上であり、力の大会終盤で自らの潜在能力を全て解放した際には、身勝手の極意を完成させた悟空相手にさえ一時的に優勢に立ち回った。劇場版『スーパーヒーロー』におけるベジータの分析では、実際には悟空やベジータとのパワーの差はそれほどないが、その使い方に全く無駄がなく、一瞬の攻撃以外は身体も精神もリラックスさせた状態を維持している事が判明した。このゼロからの攻撃はスタミナの消耗を押さえつつ相手に隙を読ませない。それを本能で行っているとのこと。
幼少期に村を襲撃した悪党に両親を殺され、自身も襲われるが、師匠となる男に救われて一命を取り留める。その後、師匠と共に強くなり、門下生も増やしていったが、両親の仇である悪党と対戦した際に同じく戦っていた門下生を殺され、さらには師匠までをも失う。師匠の死後は生き残っていた門下生からは一斉に離反されるという形で裏切られ、その時に「信頼など無価値」と痛感し、同時に「強さこそ正義」や「強さこそ絶対」、「勝てば仲間がついてくる、勝利すれば全てが手に入る、そこに感情など不要」という独自の価値観を持つに至った。
力の大会では会場到着時に先に到着していた悟空やベジータが反射的に身構えるほどの強大な気を放ち、他選手との格の違いを見せつけた。大会序盤は力を温存するという命令もあり全く微動だにせず戦況を見ていたが、暴走したケールに対して初めて戦闘に参加し、たった一発の気功弾で彼女を戦闘不能に追い込んだ。その後、悟空から戦いを挑まれるが、体力温存を優先するトッポの命に従い、カーセラルたちにその場を任せてトッポと共に立ち去った。その後は、マジ=カーヨに苦戦するディスポを助けるために参戦し、マジ=カーヨを拳圧の一撃だけで吹き飛ばして脱落させた。さらにその後、ベルモッドから「孫悟空を潰せ」と命令されたことで体力温存を終えて本格的に動き出し、リブリアンと悟空との戦いに割り込み、そのまま彼と対戦する。超サイヤ人ブルー状態で20倍界王拳を発動した悟空をいとも簡単に圧倒し、さらには協力を拒んだベジータを除く第7宇宙の戦士全員の気を集めた元気玉さえも打ち破るが、それによって偶発的に「身勝手の極意」へと進化した悟空に再び戦いを挑まれ、応戦をしたところを初めて攻撃を当てられる。悟空が元の姿に戻ると再び攻撃を捌き、反撃の気功弾で吹き飛ばし、更なる追撃による止めを刺そうとしたが、寸でのところで現れたヒットに邪魔され、今度はヒットと対峙する。ヒットとの戦いでは圧倒的な力で時とばしや別空間に潜んでの攻撃を破り一方的に攻撃、そのまま追い詰めるが反撃を狙っていたヒットにタイミングを見切られ、連続の時とばしによって動きを封じられる。しかし、時をも超越するほどの力を発揮することでこれすらも打ち破ったことで、ヒットを一方的に叩きのめし気功弾でトドメをさす。その後強敵がいないことを確認し、それにより「自分が出る幕はない」と宣言して再び体力温存のための瞑想に入る。しばらくは瞑想を続けていたが、悟空がケフラと戦っていた際に彼の「身勝手の極意」による気に反応し、目を覚まして動き出すと悟空とケフラの戦いを観戦する。悟空がケフラを倒した後は悟空を強敵と見なし、再び彼に興味を持ち始める。残りが自分たちの第11宇宙と悟空たちの第7宇宙だけになると、トッポやディスポと共に悟空たちの前に立ちはだかり、悟空とベジータを相手に戦う。お互いにぶつかり合い、全力で挑む悟空やベジータの姿を見て、さらにはトッポに勝利したベジータの実力も認めたことでそれに応えるために本気の力を解放し、炎の如きオーラを纏って悟空やベジータ、フリーザや17号の4人がかりでも全く寄せ付けない力を見せつける。結果17号を自爆に追い込み、ベジータをも場外に落として脱落させた。続けて悟空も限界まで追い込むが、ここで三度「身勝手の極意」を発動させた悟空からの反撃で初めてダメージを受ける。それでもケフラとの闘いを見て動きを見切っていたために互角以上に戦うが、「身勝手の極意」を完全に極めた悟空に全局面で圧倒される。その力と自分以外の者のために戦う悟空の姿に檄高、過去のトラウマを呼び起こし、その潜在能力を全て解放したことで、筋肉をより膨張させ血管を浮かび上がらせたフルパワー状態となり、身勝手の極意を発動した悟空と互角の勝負を繰り広げる。しかし、次第に押され心神喪失し、自分の信念とは対照的な悟空の信念を否定しようと、観覧席の第7宇宙の戦士たちに向けて攻撃するという暴挙に出るが、その行動に激怒した悟空によって戦闘不能に追い込まれ、敗北を認める。だが、決着寸前に身勝手の極意の活動限界が来て動けなくなった悟空に、望まぬ形の決着で躊躇いを見せながらも、第11宇宙の存続のため止めの一撃を放って一度は場外へ落としたが、直後に悟空がフリーザに助けられたために失敗に終わり、今度はフリーザや辛うじて生きていた17号と対峙する。全ての力を使い果たしたために17号とゴールデンフリーザに苦戦を強いられ、全く動けなくなるほどのダメージを受ける。しかし、トッポの叱咤激励によって最後の力を振り絞って17号とフリーザを圧倒する。そこで再び立ち上がった悟空とフリーザの共闘、17号の援護により圧倒され、最後は悟空やフリーザの猛攻に押される形で彼ら共々場外に落ちて脱落した。脱落後は「また会いてえ」という悟空に笑みを返しながら一度は消滅したが、直後に17号の願いによって第11宇宙と共に復活し、悟空との戦いで仲間の大切さを理解し、トッポや仲間との絆を改めて認め合い、共に悟空との再戦を誓った。
漫画版では人物像が掘り下げられ、私利私欲では動かない一身を正義に捧げた正義漢として描かれており、例え悪人であっても命までは奪わない不殺の信念を持っている。その戦闘力は破壊神のベルモッドをも上回るとされ、生身でも宇宙船以上の速度で星間移動を行い、トッポたちが苦戦する宇宙生物を一撃で沈める圧倒的な実力の一端を見せた。ベルモッド本人からも10人の参加メンバーを選ぶ際には「ジレンさえいれば他は誰でもいい」と断言されるほどの絶大な信頼を得ている。その信念ゆえに他の宇宙を犠牲にする力の大会の参加には否定的であったが、ベルモッドに「信念を曲げてでも叶えたい願いがある」という弱みを突かれ、大会中に第11宇宙に事件が起きれば即座に引き返す条件付で参加を承諾した。後に叶えたい願いは「魔物に殺された師匠ギッチンの復活」であることと、ジレンを「プライド・トルーパーズ」に入隊させたのはギッチンであり、孤独な戦士だったジレンに「協力して戦うことで実力以上のパワーを引き出す」というチームワークを教えるためだったことが判明した。
完成ブルーの悟空でさえ赤子扱いにし、悟空のことも完全に見下していた。しかしヒットを倒す作戦を悟空に見抜かれたことから洞察力だけは一人前と認め、悟空の名前も覚える。悟空が身勝手の極意を発動させて初めてオーラを出し、目に見えないほどの高速戦闘かつ互角の戦いを繰り広げた。身勝手の極意が解除された後は悟空を再び赤子扱いにするが、自身の体力が減っていたこともあり直後の悟空とベジータの共闘にやや苦戦する。これはかつて2人がウイスの所で修行した時に行っていたものであった。かめはめ波とガンマバーストフラッシュにも何とか耐え、力尽きたベジータを気弾一発で脱落させ、残り一人となった悟空を追い詰めるも、姿を隠していたフリーザの攻撃と、それを見た悟空に羽交い締めにされたことにより脱落。フリーザのエネルギー弾は何とか破ったものの、直後のフリーザ本人の体当たりが決め手となった。ベンチで仲間に謝罪した後、全王により消されるが超神龍の願いで蘇生。「また会おう」と悟空に言い残し、第11宇宙に帰った。
鳥山の最初の原案では性格の情報が無く、アニメスタッフにより正義のヒーローという設定が提案されたが、鳥山からジレンはしゃべらないキャラクターであることと両親と師匠を殺されたという設定を提示されたため、正義のヒーローの設定はトッポに引き継がれた。
トッポ
声 - 乃村健次
「プライド・トルーパーズ」のリーダー。通称「自由の戦士」。一人称は「わたし」または「オレ」。その実力は神々からも高く評価され、次期破壊神候補としてスカウトされるほどだという。破壊神ベルモッドと界王神カイの護衛として同行した全覧試合では、悟空とベルガモの戦いの決着後に突如乱入し、悟空を全宇宙の敵と見なし排除しようとし特別試合を行う。熱血で巨漢の正義の戦士だが、横柄かつ独善的なところがあり、第3宇宙の戦士のカトペスラたちがジレンに攻撃をしようとして敵わなかった際には見下すかのような言動も取っていた。やたらポーズを取ったり、能書きを並べるところがある。一方で「戦士は見得を切ってこそジャスティス」という独自の美学を持ちブリアンたちの変身を邪魔した17号に対し「無礼」と一喝し、変身後の姿を「見事、まさにジャスティス」と肯定している。また、ディスポがヒットと戦っていた際にはヒットが急所を避けていることからディスポの速度に慣れていることを見抜いたりするなどの観察眼にもけている。ベルモッドと共にジレンの過去を知っており、それ故に脱落した際にジレンから罵倒されても一切言い返さず、無言のまま複雑な表情を見せていた。技名には必ず「ジャスティス」を入れ、関節技や身軽なアクロバティックを得意とする。5本の指からエネルギー弾を放つ「ジャスティスフラッシュ」を多用し、「ジャスティスはだか締め」を最大のフィニッシュホールドとする。オーバーアクションな身振りに加え、決め台詞のように「ジャスティス」と叫ぶ戦闘スタイルは神々からも好感を得り、無邪気な全王も楽しませた。また、破壊神候補としてスカウトされた上でマルカリータに特訓されており、破壊のエネルギーを扱うことができる。破壊神候補としての真の力を解放すると体が一回り大きくなり、筋骨隆々になり腹に紋章のようなものが浮き上がる。また、「ジャスティスフラッシュ」も強化されており、それまで通じなかった17号のバリヤーをも破壊できるが、さらには破壊のエネルギーを身に纏うことで一切の攻撃を無効化させることも可能となる。
全覧試合では超サイヤ人ブルーになった悟空とも相応に渡り合った末にかめはめ波の直撃を受け、何とか耐え切りながらもユニフォームを汚されたことに怒り、互いに限界突破の本気を出そうとするが、大神官により戦いは中断された。その後は、悟空から実力を認められ、「お互い頑張ろう」と握手を求められるが、「悪と握手する気はない」と拒否し、「第11宇宙最強はわたしではなく、我が盟友ジレンだ」と捨て台詞を残した。力の大会では、ジレンに戦いを挑もうとした悟空を攻撃して妨害し、彼との戦いをカーセラルたちに任せ、自身は体力温存のためにジレンと共にその場を後にした。ディスポがヒットと対峙した際は、ディスポの速度に対応するヒットの動きからこれは罠であると気付き、クンシーに助太刀に行くことを命じる。その後、クンシーが脱落すると「ヒーローごっこはやめだ」と言い出す。その後は、キャベと交戦し、「ジャスティスパンチ」で吹き飛ばした。さらにその後、ジレンに挑もうとしたベジータの前に立ち塞がって彼と交戦し、圧倒的な力で追い詰めるが、悟空とケフラの気による衝撃波に巻き込まれそうになり、戦いを中断した。残りが第11宇宙と第7宇宙だけになると、ジレンやディスポと共に悟空たちの前に立ちはだかり、最初は17号と悟飯を相手に戦っていたが、ディスポの脱落後は今度は悟飯の脱落で代わったフリーザと17号のタッグと交戦し、気功波による戦いの末に2人の気功波をまともに食らい、直後にボロボロになった服を自ら引き裂いて「正義はいらん、覚悟は決めた」と言い放ち、より自分たちが生き残ることのみを考えるようになった。自らに破壊のエネルギーを纏わせることで「破壊神モード」となってパワーアップを果たす。その際は皮膚の色がやや黒く変色するだけでなく、肉体もより筋肉質になり、さらに胸部には破壊神の衣装の紋章に似た刻印が浮かび上がる。その後はフリーザを圧倒し、その上で17号をも苦戦させ、さらには2人の同時攻撃を受けても物ともせず、直後にジレンと交代する形で今度はベジータと対峙する。最初は追い詰め、ベジータとキャベとの約束を「邪魔なだけだ」と否定し、とどめを刺そうとするが、全てを捨てないという信念とキャベとの約束を貶したことでベジータによって一方的に叩きのめされる。その後、全力の気の放出による自爆技を放つベジータに対し、自身も全力の破壊玉で迎え撃ち、追い詰めるも全ての力を解放したベジータに敵わずに自爆技の直撃を全身に受け、最終的に大ダメージを負ったまま場外へ落ちて脱落した。
漫画版では全王が人間同士の試合観戦を希望したことにより成り行きで悟空と対戦。独善的な正義を掲げておらず、固い口調の武人のような佇まいをしており、悟空に勝利した後も増長せずにその実力を高く評価するなど性格が異なっている。平時においても気配を察知することができない神の領域に到達しており、超サイヤ人3の悟空を全く寄せ付けない強さに加えて、超サイヤ人ゴッドのように変身こそしないものの神の気を纏うことが可能。さらに悟空の油断を狙う冷静な観察力を備えている。口先は上手くないようでベルモッドからはジレンの説得をするには頼りないと言われており、実際説得にてこずっていた。
破壊神候補という設定は鳥山の原案にあったもので、そこからアニメスタッフにより設定が膨らまされた。
ディスポ
声 - 島田敏
「プライド・トルーパーズ」の一員であり、切り込み隊長。一人称は「オレ」。プライド・トルーパーズの中でもムードメーカー的存在で、口数が多くお調子者な性格で油断しやすい面もあるが、その実力は本物で、第11宇宙の中でもジレンとトッポに次ぐ三番手の実力者。容姿はビルスやシャンパとよく似ており、作中でも言及されている。
通称「音速の戦士」や「超速の戦士」と呼ばれている。瞬間的に移動速度を数千倍に高めることができ、ヴァドスでさえなんとか見えるという次元や悟空に瞬間移動を使う暇も与えないほどの全宇宙一のスピードで動き回れる。また、全能力を解放することで最終奥義「超（スーパー）最高速モード」を発動させると、神Padのスロー再生でも姿が映らないほどの移動速度で動くことができる。聴覚も優れており、相手が力むことにより発する筋肉が軋む音を聞くことができ、それにより相手の動きを瞬時に察知して対応することも可能となる。また、それ以外は基本打撃と蹴りによる連続攻撃を主に使う。調子に乗りやすい性格。
力の大会で、ヒットと対戦する。聴覚により時とばしの硬直を見抜き、その超速度によってヒットを一方的に圧倒するが、ヒットは徐々にディスポの動きに慣れ始め、わざと武舞台の隅へ追いやられるふりをしていたのに気づかず、逆に場外へ落ちそうになるが、クンシーの助太刀により場外を免れ、その後はクンシーとタッグを組みヒットを追い詰めるが孫悟空の乱入により再び形勢が一変する。悟空と対峙すると、悟空に瞬間移動する隙も与えず攻撃を繰り出すが、速度は速くなるが動きが直線的であるからタイミングさえ合わせれば何とかなるという弱点を見抜かれる。その後、悟空と交代したヒットと再戦するが、時とばしをすると見せかけて筋肉の動きだけによるはったりで攻撃をまともに喰らう。さらにその後、時とばしかはったりかの攻撃パターンを読めず混乱し、その隙を突かれ窮地に立たされ場外へ落とされそうになるが、再びクンシーに助けられた。だが、ヒットによってクンシーが場外負けとなると、その場から撤退しトッポたちと合流した。今度は、マジ=カーヨと対戦し、彼の策略に嵌まって油断したところを拘束されるが、参戦したジレンに気を取られていたマジ=カーヨの隙を突いて彼から脱出した。残りが第11宇宙と第7宇宙だけになるとトッポやジレンと共に悟空たちの前に立ちはだかり、そこでフリーザと対峙し、通常状態ではほぼ互角だったが、ゴールデンフリーザとなったフリーザに追い詰められたことで「超（スーパー）最高速モード」を発動する。その後は逆にフリーザを圧倒し、今度は介入してきた悟飯とのタッグが相手になると再びスピードで翻弄したが、悟飯が発案した策によりフリーザの光線による“光の檻”に閉じ込められて移動範囲を狭まれ、悟飯との近接戦による真向勝負で追い詰められる。その後はフリーザの体力が消耗し“光の檻”による拘束が解けたためにチャンスとばかりに反撃を試みるが、直後に悟飯に組み付かれて動きを封じられ、最終的には悟飯共々フリーザのエネルギー波で場外まで吹き飛ばされて脱落した。
キャストが島田敏に決まったことで、必然的に調子に乗るキャラクターとして作られた。
カーセラル
声 - 石塚運昇、松山鷹志（ゲーム『ドラゴンボール レジェンズ』）
「プライド・トルーパーズ」の一員で、トッポの盟友。通称「斬撃の戦士」。一人称は「オレ」または「わたし」。容姿は地球人に似ており、右目が機械化（漫画版では相手の強さを計測できる機能があることが判明している）されている。他のメンバーや一般市民からは「将軍」と呼ばれる歴戦の勇士。救出活動だけでなく宇宙船の操作も行う。またディスポとの協力技「ダブルキャノンマキシマム」も備える。その他にも気を剣のようにした「ジャスティスサーベル」や球体のような気弾を放つ「ジャスティスボンバー」など、両手にエネルギーを集中させ武器となる形を作る変幻自在な技を使いこなす。ベルモッドからは多くの惑星を攻略した戦闘のプロと評されている。力の大会ではタッパー、ゾイレー、ココット、ケットルが戦っている間は高みの見物を気取っていたが、17号に奇襲され同時に来た18号の2人と交戦する。18号には逃げられゾイレーからタッパーが敗れた報告を受けるとその場から退却し、合流したココット、ゾイレー、ケットルとともにカリフラとケールを倒そうとし、カリフラとケールの合体光線に対し4人での合体光線「ユナイテッドジャスティスストリーム」で応戦したが、押し負けてゾイレー、ケットル共々場外に吹き飛ばされて脱落した。
漫画版ではタッパー・クンシー・ゾイレーとの4人がかりで悟空を苦戦させるが、超サイヤ人となった悟空には一蹴されている。アニメ版とは異なり、残りの宇宙が第7宇宙と第11宇宙だけになった時も生き残っていたが、亀仙人に攻撃が全く通用せず落とされた。
ブーオン
声 - 草尾毅
「プライド・トルーパーズ」の一員。一人称は「オレ」で恐竜のような顔をしている。力の大会では暴走したケールを鞭のような光線「ジャスティスウィップ」で拘束したが、あっさりと引きちぎられ敗北、脱落した。この際、落下したシーンは映されていない。
漫画版では宇宙が5つ消滅した後も生き残っており、弱体化した暴走ケールをチームワークで圧倒したが、直後に誕生したケフラに他のメンバー共々落とされた。
タッパー
声 - ボルケーノ太田
「プライド・トルーパーズ」の一員。一人称は「オレ」。体を硬化させ、体重を自由自在に変えられる能力を持ち、普段は髭面だが体重をコントロールする際は怪物のような顔に変化する。また、タイヤのように転がりながらの回転突進攻撃も得意とする。力の大会では自分自身を重くして悟空を地面に減り込ませ、動きを封じている間にゾイレーのジャスティススピンで苦しめたが、助太刀に来た18号に背後からエネルギー弾を撃たれたまらず離れる。ゾイレーのジャスティススピンに飛び込んでのタッグ攻撃「ダブルプライドスピン」による炎を纏った回転攻撃で18号に突撃し地面に減り込ませたが、ほぼノーダメージの18号に片手で投げられ場外ギリギリで持ちこたえるが、自身の能力が仇となり地面が崩れ場外に落ち脱落した。なお、脱落後も顔は元の髭面に戻っていなかった。
漫画版では宇宙が5つ消滅した後も生き残っており、弱体化した暴走ケールをチームワークで圧倒したが、直後に誕生したケフラに落とされ、第11宇宙最初の脱落者となる。
ゾイレー
声 - 森下由樹子
「プライド・トルーパーズ」の一員。小柄な体形で頭に羊のような角を持つ。一人称は「オレ」。超高速回転攻撃「ジャスティススピン」で竜巻と化し、相手に突進する戦法を得意とする。また、この回転攻撃は敵の攻撃を弾き返す。
力の大会では、タッパーとのコンビネーションで悟空を苦しめるがタッパーが敗れるとその場から逃亡し、カーセラル、ココット、ケットルと合流して先にカリフラとケールを倒そうとし、カリフラとケールの合体光線に対し4人での合体光線「ユナイテッドジャスティスストリーム」で応戦したが、押し負けてカーセラル、ケットル共々場外に吹き飛ばされて脱落した。
漫画版では宇宙が5つ消滅した後も生き残っており、弱体化した暴走ケールをチームワークで圧倒したが、直後に誕生したケフラに他のメンバー共々落とされた。
ココット
声 - 山口由里子
「プライド・トルーパーズ」の一員で紅一点。一人称は「わたくし」。尖った耳に宝石のイヤリングをした紫色の長髪と薄紫色の肌の女性。通称「異空間のイリュージョニスト」で、「ココット・ゾーン」という外部からは入れない異空間を作り出し相手をその空間に閉じ込めることができる。この空間は、17号や18号の攻撃にもビクともせず瞬間移動しようとした悟空も気が探れず空間の中に入ることができなかった。自分自身が空間に入り身を守ることもできるが、その間移動も攻撃もできなくなるという弱点があり、また触ることもできる。力の大会で最初に18号と対戦し、その後カーセラル、タッパー、ゾイレー、ケットルとともにケールをココット・ゾーンに閉じ込める。ゾイレーからタッパーが敗れたことを聞くと、カーセラルの指示で超巨大なドーム形の異空間「ココット・ゾーンMAX」を作り出しカリフラとケールを完全に閉じ込め一気に倒そうとする。だが、カリフラとケールが力を合わせた光線にカーセラル、ゾイレー、ケットルが敗れ自身はココット・ゾーンで身を守っていたが、弱点が仇になり、そのまま18号に異空間ごと持ち上げられ場外に投げ飛ばされて脱落した。
漫画版では宇宙が5つ消滅した後も生き残っており、弱体化した暴走ケールをチームワークで圧倒したが、直後に誕生したケフラに他のメンバー共々落とされた。
ケットル
声 - 沼田祐介
「プライド・トルーパーズ」の一員。両生類のような顔をしており、口元に2本の触手状の髭がある。一人称は「ワシ」で常に「シュッシュッシュー」と笑いながら言葉を話す。光点を操る戦士で、相手に気付かれないうちに周囲に光点をばら撒いて浮遊させ、そのまま一気に相手に放つ戦法を得意とする。力の大会では、カリフラと交戦し先述の戦法で苦戦させる。タッパーが敗れた後は、カーセラル、ココット、ゾイレーと共にカリフラとケールを倒そうとし、カリフラとケールの合体光線に対し4人での合体光線「ユナイテッドジャスティスストリーム」で応戦したが、押し負けてカーセラル、ゾイレー共々場外に吹き飛ばされて脱落した。
漫画版では宇宙が5つ消滅した後も生き残っており、弱体化した暴走ケールをチームワークで圧倒したが、直後に誕生したケフラに他のメンバー共々落とされた。
クンシー
声 - 森田成一
「プライド・トルーパーズ」の一員。小柄な容姿。一人称は「オレ」で手から無数の気の糸を出し、相手を拘束したりできる。また、この糸は触れると爆発する性質を持ち、周りに仕掛けることで地雷原にするという応用や、ビームにして相手に直接攻撃することも可能。力の大会では、トッポの指示でヒットと戦うディスポに加勢し、場外へ落ちそうになったディスポを糸光線で助け出した。その後、ディスポとのタッグでヒットと対戦し、糸光線でヒットを拘束してその間にディスポが攻撃するという戦法で苦しめたが、孫悟空の乱入で形勢は一変する。ヒットに単身で挑み自身の周りを爆発する糸光線で囲み手出しできないようにしたが、ヒットに飛ぶ衝撃波を喰らわされる。その後、悟空と対戦し同じように周りを地雷原の糸光線で覆うが、爆発もお構いなしに突っ込んできた悟空に猛攻を浴びせられる。さらにその後は、再び場外に落とされそうになったディスポを救助しヒットを道連れにしようと襲い掛かるが、時とばしでかわされ背後からの一撃で場外へ落とされ脱落した。
漫画版では黒髪から金髪になった悟空を見て「変身タイプ」と称している。宇宙が5つ消滅した後も生き残っており、弱体化した暴走ケールをチームワークで圧倒したが、直後に誕生したケフラに他のメンバー共々落とされた。
ドラキヤ星人
力の大会開催前に宇宙生物アラグレを使い、第11宇宙の惑星ダルドンで侵略を繰り返した宇宙人。プライド・トルーパーズにより退治される。
漫画版には登場しない。

## 銀河パトロール囚人編
『ドラゴンボール超』漫画版のオリジナルストーリー。時系列的には、ブロリーとの戦いの後の物語である。アニメ化はされていない。

### 銀河パトロール
銀河パトロール
銀河王が組織した宇宙の平和を守る組織が「銀河パトロール」であり、第7宇宙全域に隊員を派遣している。ただし、フリーザ軍の圧倒的な武力には適わないらしい。1000万年前には「銀河パトロール」の前身となる組織「銀河警ら隊」が存在した（UFOに似た形状の宇宙船に乗って銀河を守る活動をしており、隊員にはジャコのような風貌をした宇宙人もいた）。
部隊には銀河ライセンスを持った霊媒師、催眠術師、アロマセラピストがおり、魔人ブウの中に眠る大界王神の記憶を蘇らせている。
メルス / メルス・イカノイチヤボッシ
自称「スーパーエリート」のジャコとは違い、銀河パトロールでナンバーワンの実力を持つ本当のエリート隊員。悟空、ベジータとともに脱獄囚モロを捕らえる任務に就く。キャラクターデザインはとよたろうであり、レトロな雰囲気の異星人感を出した美少年風としてデザインされた。
容姿は紫色の肌に銀髪のおかっぱ頭の少年。第7宇宙の104もの区域を担当している（ジャコの担当区域は3つ）。
正義感は強く、実力も高く、悟空や銀河王を始め、銀河パトロールの隊員たちからは一目置かれる存在で、囚人たち（特にサガンボ銀河盗賊団）の逮捕は彼の活躍によるものだが、本人はその実力を謙遜している。
その正体は、第7宇宙に派遣されている見習い天使で、ウイスの弟である。大神官曰く「問題児」。「天使は常に中立かつ戦闘してはならない」という掟のため、戦闘は下界の武器を使ったものに限られている。身勝手の極意完成のために悟空の修行に付き合っていたが、掟を破る寸前まで至ったためウイスに派遣の中止を言い渡され、稽古途中の悟空に別れを告げて天界へ戻った。
天界へ戻った後、ビルスの星で悟空とモロの戦いを見守っていたが、悟空たちのピンチに耐えられなくなり、ビルスとウイスと共に地球に向かう。悟空たちの体力を回復すべく戦場へ向かっていたデンデをサポートした後、単騎でモロに戦いを挑む。
以前と同じ銀河パトロールの装備のみで手際よく戦うも、劣勢に陥り天使の力を解放。吸収したセブンスリーの水晶などを破壊するも、同時に天使の力を使ったことで肉体が徐々に消えていく。最後は悟空に「ワクワクがつまったこの宇宙を守ってください」と託して消滅した。しかし、これが悟空に身勝手の極意の完成のきっかけを作った。ウイスから「不器用な弟でした」と悼まれた。その後、天使としては消滅したが、界王神シンが大神官に自分の命を捧げてでも救いたいと懇願したことで、大神官によって人間「メルス・イカノイチャボッシ」として再生した。
イリコ
銀河パトロール隊員。小型宇宙船の操縦を担当している。メルスからいつでもナメック星に向かえるように宇宙船の整備を頼まれる。
宇宙船の整備を終えた後、ジャコに「ナメック星付近を航行中のクサヤ部隊が悟空とベジータの生命反応をキャッチした」と報告する。その後ナメック星でモロとの戦いから撤退したベジータを宇宙船に乗せ、ベジータの頼みでヤードラット星に赴く。
この他、名前が判明している銀河パトロール隊員にカラミス、メザッシ、カイヒーモ、エイヒーレ、フカヒーレ、ボウダーラ、カツブシ、ニボッシ、サケトーバ、シシャッモ、ドライフィッシュがいる。

### 脱獄囚
モロ
通称「星喰いのモロ」。星や生物から強制的にエネルギーを吸い取る魔力を持ち、非常に高い戦闘力を持つ。イラギ星系の破壊と320の惑星を死滅させた重罪人。1000万年前に大界王神の手によって魔力を封印され、長らく銀河刑務所に収監されていた。キャラクターデザインはとよたろうであり、西洋の悪魔のモチーフであるヤギをベースにデザインされている。
モロの魔力の正体は「惑星単位の膨大な数の生命エネルギーの集合体」そのものであり、桁違いに寿命が長い理由もそのため。エネルギーを喰うのは腹を満たすためだけであり、相手が衰弱したり自身が強くなったりするのは副産物であって目的ではない。
数年前から（微量だが）魔力が戻ってきたが、生命エネルギーを探索する程度が限界。戦闘力は悟空やベジータの超サイヤ人ブルーより下だが、実は敵から生命エネルギーを吸い取る能力を使うことで敵を弱体化させることができるため、事実上の戦闘力はかなり高い。しかし、ブウには魔力が通じない。
新ナメック星の初戦でベジータと戦い、悟空が「超能力ってやつか」と驚く魔力の一端を披露するが、ベジータから「今更この程度の力に大した驚きもない」と冷笑される。また、ブルーに変身したベジータには劣勢となるが、生命エネルギーを吸い取ることで形勢逆転となる。実はベジータがモロに目的を話させる作戦を立てていたように、モロもベジータたちの生命エネルギーを利用することで若返る作戦を企んでいる。
モロの暗躍した大昔には悟空たちのような人間はおらず、大界王神だけが厄介な存在だったとのこと。モロは気を感じる能力があり、スカウターは必要無い。ドラゴンボールを探知する能力も持っている。
悟空とベジータを倒した後は、クランベリと共に集落を襲い、探知する能力でドラゴンボールを集めていた。悟空とベジータの寝ている場所に置いてある最後のドラゴンボールを狙い、悟空たちと再戦しようとするも、銀河パトロールが合流する。メルスも到着し、ブウも大界王神の記憶が戻った状態で合流した。メルスがモロを捕獲器で一時的に捕獲している隙にブウに倒してもらう作戦だったが、モロが大界王神への怒りで捕獲器が破れ失敗。ブウとモロの戦闘になるが、ブウの実力も引けを取らない。予想以上に手こずり、止めをさされそうになるも、ポルンガの出現が幸いし難を逃れた。クランベリの願いにより魔力が全盛期に戻る。用済みになったクランベリを殺害し、3つめの願い「銀河刑務所の全囚人の脱獄」を叶えた後は再び姿を消し、ナメック星のエネルギーを吸い取り、肉体の再生を終わらせた。その後は地球に来るまでに数多の星の生命エネルギーを吸い尽くし、神を凌駕する力を手に入れた。
凄まじい戦闘力を手に入れた後は地球に向かい、金品の強奪と良質なエネルギーを手に入れる為に、地球上の各地に刺客を送る。順調に進んでいる者もいるが、悟飯、ピッコロ、クリリン、18号などに手こずる者もいるため、苛立つモロもサガンボと戦場に向かう。初めはサガンボに先手を譲り、暫くは戦況を見守るが、地球に帰還した悟空に倒され、用済みとして彼を殺した後はそのまま悟空と対峙する。
身勝手の極意「兆」までパワーアップした悟空に多少苦戦するも勝利し、直後に遅れて到着したベジータとも続けざまに戦う。だが、「スピリットの強制分離」という今まで自分の喰ってきたエネルギーを無理矢理引き剥がす技を受け続け、徐々に老体に戻っていく。追い詰めらたモロは、残った僅かな魔力を使って隙を作り、シモレッカを殺害し、あらかじめバックアップしていた自身の戦闘能力に加え、コピー能力を持つセブンスリーごと吸収した。
パワーアップした力で悟空やベジータを始め、次々と戦士たちを瀕死状態にさせるが、そこへ現れたメルスと再び対峙する。メルス相手も優勢だったが、天使の力を解放したメルスには圧倒され、水晶を割られてコピー能力を封じられるが、天使の力を使ったことでメルスは消滅する。それをきっかけに、身勝手の極意を完成させた悟空相手に全く歯が立たず一撃で瀕死状態に陥る。反撃する余裕もなく命乞いをし悟空から仙豆を与えられ、直後に反故するが、そのまた直後に痛い目を見る。再度悟空から情けをかけられるが、これに耳を貸さず、メルスの能力を掴んだ腕がそのまま残り、能力をコピーしたことで身勝手の極意を習得する。再度悟空と戦い互角に渡り合うが、次第に体が天使の力に耐えられず肥大化し、力に耐えるために今度は地球を取り込み自分の体とする。モロを殺したら地球も滅ぶという窮地に陥れさせ、悟空から身勝手の極意を解かせたが、ベジータの強制分離の逆の技で仲間たちの気を与えらる。再び身勝手の極意になった悟空に額の水晶を破壊され、最期は地球から分離して消滅した。
マカレニ兄弟
「パスター」、「ゲッティ」、「ペンネ」の3人組。銀河法を犯す窃盗グループ。
リーダーのパスターは触れた物に気を注入して爆弾に変える能力、ゲッティは気をロープ状に形成して対象を捕縛する能力、ペンネは腕を伸ばす能力を使う。
3人によるコンビネーションは優れているが、それでも実力はそれほど高くはなく、メルスやピッコロからは一蹴されている。
惑星ジャングで強盗事件を起こしたところを銀河パトロールに見つかり、宇宙船で逃走しようとするが、悟空の協力もあり全員メルスに逮捕される。悟空に阻まれたゲッティが「飛べるなんて…ズルい…」と愚痴をこぼしている
過去に銀河刑務所に収監された際、囚人の中にいたフリーザ軍の残党クランベリからナメック星のドラゴンボールについて聞いており、クランベリがドラゴンボールを狙ってモロと共にナメック星へと向かったことを銀河パトロールに暴露した。その後サガンボ銀河強盗団と共に脱獄し、モロの配下に入る。モロに服従するフリをして銀河の星々で暴れまわり金品を強奪するが、次のターゲットとして選んだ地球でピッコロに見つかる。3人がかりでピッコロと戦うも、軽くあしらわれたうえに、捕縛される。苦し紛れの命乞いに一度は見逃してもらえるが、盗賊団の仲間と知った瞬間再びピッコロに捕縛される。その後、勝手な行動を取ったためシモレッカに粛清されかけるが、ピッコロに助けられる。その後の登場シーンがないため消息は不明。
クランベリ
元フリーザ軍の脫走兵。モロと共に脱獄した囚人であり、彼を「モロさん」と呼んでいる。しかしモロを慕っているわけではなく、本音はモロから逃げたいと考えている。収監中に新ナメック星のドラゴンボールを一緒に探してくれる協力者を探しており、銀河刑務所内で一番の力を持つモロを選んだ。ドラゴンボールで叶えたい願いは「銀河パトロールもフリーザ軍もモロもいない辺境の星に逃げること」だが、その願いを言っている途中に、モロに裏切られ殺されるという最期を遂げる。
かつてフリーザに率いられてナメック星に来たが、ナメック星の若者と戦って敗れ、ザーボンに蹴り殺されたが、その後「フリーザ一味に殺された者たちを生き返してほしい」という願いの中に、彼も含まれたため生き返っている。ベジータが乗ってきた宇宙船ポッドで爆発するナメック星から脱出していた。その後は、運良く生き延びるも、逃げた星で盗みを働いて銀河パトロールに逮捕され、今回の物語に至った。

#### サガンボ銀河強盗団
モロが銀河刑務所から解放した手下たち。銀河中を暴れまわる悪名高き強盗団で、かつてメルスに捕らえられた。脱獄後に全員モロから力を与えられてパワーアップしている。モロの食事となる生命力の高い星を探し出して献上し、自分たちはその星の金品を奪っている。また、全員が高い実力を持っている。名前が判明しているのは以下の10人。ズノーの所に来たところを銀河パトロールに逮捕された。
サガンボ
サガンボ銀河強盗団のリーダー。部下からは「隊長」と呼ばれている。モロの忠実な腹心で、銀河刑務所を脱獄する際に多くの囚人を従え、宇宙船で新ナメック星にいるモロを迎えに来た。モロにエネルギーを分け与えられているが、ベジータからは「モロがいなければトランクスでも倒せるレベル」と言われている。
地球ではモロからエネルギーを分け与えられ、パワーアップした力で悟飯やピッコロ、17号や18号などを圧倒するも、地球に帰還した悟空には軽くいなされる。その後はモロから何度もエネルギーを与えられ、最期は体が耐え切れずに膨張して死亡した。
シモレッカ
小柄な体型で目つきが鋭い囚人。素早い身のこなしで敵を翻弄する。セブンスリーに指示を出す役割を担うが、あまり上手くいってない。最期は不要と判断したモロに殺された。
ユンバ
熊のような容姿の大柄な囚人。食べることが好きで、星を襲うたびに美味しい食べ物があることに期待している。動きは素早く、体をボールのように丸くして回転しながら突進する技を持つ。クリリンとの戦いでは、その技で気円斬をはじき返し苦戦させるが、残像拳を用いた戦法に敗れた。
ビックラ・コイター
第7宇宙のメタルマンで、第6宇宙のオッタ・マゲッタと同じ種族。全身が金属のような素材でできている。
天津飯と餃子と交戦する。防御力は高く、天津飯の攻撃と下手な悪口をものともしなかったが、餃子の悪口によりショックを受けて動けなくなり、銀河パトロールに逮捕された。
ユズン
眉目秀麗な顔をした囚人。外見はザーボンに似ている。喋り方は女性っぽいが性別は不明。爬虫類のような姿に変身することができ、体格も大きくなる。モロに星を献上するために部下を連れてヤードラット星を襲撃するが、修行していたベジータと居合わせる。変身して挑むも圧倒され、最期は宇宙船で逃げようとするが、戦いの際ベジータが上空に蹴り飛ばした巨大な瓦礫が真上に落ちてきたため、そのまま押しつぶされて死亡した。サガンボからは「あいつは変身すれば無敵のはず」と高い評価を受けていた。
ザウヨギ
サガンボ銀河盗賊団参謀。高飛車な性格だが実力は本物。
他の囚人たちとは違うと豪語するだけあって、ヤムチャ、餃子、天津飯を圧倒するなど戦闘力は高いが、地球に帰還した悟空には遠く及ばず一撃で倒された。
ミザ、キカザ、イワザ
いつも3人で行動している囚人たち。ミザがリーダー格。3人とも亀仙人好みの女性で、地球での彼との戦いでは、体を触られそうになりながらも圧倒するが、目隠しをしてスケベ心を封印した亀仙人には逆に翻弄される。3人の合体で巨大化してクリリンと亀仙人を苦戦させるが、地球に帰還した悟空に敗れ、銀河パトロールに逮捕された。
セブンスリー
とある科学力の高い星で作られた人工生命体。感情というものがなく、仲間の命令に従うだけの殺人マシン。正式名は「OG73-I（オージーセブンスリーアイ）」。元々はゴイチ一味の所有物だったがサガンボ銀河盗賊団に盗まれ、空の状態からデータを入れられ強化させられた。
相手の首筋を掴むことで他人の能力をコピーして使う。コピーされた能力は30分消えない。コピーした能力は3人分までストックが可能だが、1人ずつの能力しか使えない。作中では、身体から針のようなものを飛ばし、ワープホールを作れる宇宙人、モロ、透明人間の種族などの能力をコピーしている。体力は無限だが、ダメージはすぐに回復するわけではない。また1人の能力をコピーしても連携技に対処できるわけでもなく、悟飯とピッコロの連携に押された。モロの能力を再び使おうとしたところで人造人間17号が合流し、17号に倒されるところだったがモロに助けられる。しかし助けたのはセブンスリーにモロの戦闘力がバックアップされていたからであり、ベジータに追い詰められたモロに喰われ、モロと一体化する。モロが悟空に敗れた後、わずかに残った肉片から徐々に再生し、ゴイチの手により回収されていたが、それを奪ったグラノラを経由してエレクの手に渡る。

### ナメック星人
エスカ
新ナメック星を訪れたモロから逃げ隠れていたナメック星人の子供。モロに捕まり生命エネルギーを吸収されかけるが、ベジータに救出される。
新ナメック星の岩山の穴に埋め込まれている隠れ家にて悟空とベジータを看病する。治癒能力により回復を早めることができるが、全回復させるデンデほどの力はない。
モロの新ナメック星襲撃から唯一生き残ったナメック星人であり、最長老ムーリが死ぬ前に次の最長老に任命されている。モロが倒された後は新ナメック星に戻り、ポルンガにより復活したムーリたちと再会する。
タニッシ
新ナメック星のツブリ長老の村に住むナメック星人の若者。モロに殺される。
ナメック星の救世主
戦闘に長けたナメック星人が同化を繰り返して誕生した戦士。
強大な気を感じたツブリ村の長老から「ナメック星の救世主」と期待されるが、モロに腹を貫かれて死亡した。

### ヤードラット星人
原作では名前のみ登場。『超』では『Z』アニメオリジナルデザインタイプと、『ドラゴンボールオンライン』で鳥山明がデザインしたタイプの2パターンが登場する。かつてギニュー特戦隊に星を攻められており、彼らを倒した悟空やベジータに感謝している。
ヤードラット星人は戦闘能力は低いが、代わりにスピリットのコントロールに長けており、スピリットの応用により瞬間移動、増殖、巨大化、回復の術などを可能としている。
ピバラ
ヤードラット星の長老。かつて悟空に瞬間移動を教えた人物。本来は小柄だが、スピリットのコントロールにより大柄な姿に見せている。ベジータにスピリットのコントロールの修行をつける。ベジータの成長の速さに感心していた。
ハツカ
ベジータの修行に付き合ったヤードラット星人。スピリットのコントロールで増殖し、大勢いるように見せている。

## 生残者グラノラ編
グラノラ
シリアル人唯一の生き残りで賞金稼ぎを生業とする。衣装は一族の伝統服。特殊な機能を持つ片目のゴーグルをつけており、それを通してオートミルにナビゲートしてもらっている。200歳くらいまで生きられるシリアル人の青年で、年齢は50歳ほど。過去に自分を除くシリアル人を全員殺したフリーザとサイヤ人に対し強い復讐心に駆られており、宇宙一の戦士になってフリーザに復讐しようとしている。そのため、日々成長し続け、強さも増している。シリアル星のドラゴンボールでトロンボを召喚し、残り150年の寿命と引き換えに宇宙一の戦士となる力を手に入れるが、寿命が残り3年になったことでフリーザとサイヤ人への復讐を急ぐようになる。
戦闘スタイルは狙撃を主としており、拳銃のように構えた指先から光弾を放つ。狙撃に特化した赤い右眼を持つシリアル人の中でも特に桁違いの能力を持ち、瞬時に複数の敵の急所を当てたり、ある程度離れた距離ならゴーグルやサポートは不要なほどの腕を誇る。
上記の通り、膨大な力と引き換えに3年間の寿命に復讐を急ぐようになり、エレクからサイヤ人の居場所を聞き出す。その後は、マキとオイルに利用される形で、連れてこられた悟空とベジータがサイヤ人であることを聞かされることにより一層復讐心に燃える、自分の星にやってきた悟空とベジータと対峙する。
持ち前の狙撃術と超速移動を用いた戦術で彼らを惑わせるも、身勝手の極意に変身した悟空には歯が立たず圧倒されるが、実はそれはフリーザへの復讐の為に体力を温存するための分身で、本物は遠くからの高みの見物をしていた。本物の実力はコピーとは別格で、追い詰められていた戦況を容易く覆した。
しかしモナイトにより、母の本当の仇がエレクであることと、自身の命の恩人が悟空の父で憎んでいたサイヤ人のバーダックであったことを知らされ、自分がヒータ一味に良いように利用されていたと悟って動揺する。その後、ドラゴンボールで自身を上回るほどに強くなったガスに苦戦。ベジータに仙豆を与えられて回復し、一時はガスを追い詰めたものの本能を制御したガスに敗北。その後、悟空らがバーダックの闘いとサイヤ人の誇りを知った際には自身も夢でそれを聞き、ガスを倒すべく悟空に自ら協力を申し出る。残り少ない命をさらに削る覚悟で気を溜め、悟空、ベジータと協力してガスに直撃させた。戦いの後は悟空にビルス星での修行に誘われるが、シリアル星をドラゴンボールで再生させるために断る。
グラノラのキャラクター案はとよたろうによるもので、ストーリーも含めて担当編集のビクトリー・ウチダと一緒に考えたものを鳥山に提案している。とよたろうは「生き残り」というところまでは考えたが、「戦闘民族ではないけど好戦的な民族」という鳥山からの回答を受け、スナイパーやゴーグルのアイディアが出てきたと語っている。とよたろうによると孤独な賞金稼ぎというイメージでデザインされており、人型だが地球人とは違う身体的特徴を強調し、一族の伝統服を着ているということでレトロな雰囲気も意識しているという。
オートミル
グラノラのサポーターを務めるゴーグル型のロボット。独特の喋り方をしており、語尾にカタカタが表記されている。
グラノラのことを気にかけており、彼が自暴自棄になりかけた際はそれとなく慰めたりしている。また、グラノラも彼に心を開いている様子があり、過去の自分の経緯を話している。
サポーターとしての能力は優れ、セブンスリーの居場所を確認したり、本物か偽物かを瞬時に分析することができる。
復讐の力を手に入れるためにドラゴンボールを盗んだグラノラの手助けをし成功する。その数日後に、自分の星にやってきた悟空、ベジータと戦うグラノラのアシストを行い、彼の戦闘を優位に立たせている。
ソシル
グラノラと同業の賞金稼ぎ。金に執着した人物で、グラノラの報酬で奢ってくれると勝手に期待していた。態度は大きいが、肝は小さく、自分がピンチに陥ると我先にとその場から即撤退する小狡い性格をしている。仲間を連れてグラノラの報酬を狙うも、あっさり返り討ちにされ、逆に金を置いて逃げ出していった。
ゴイチ
OG73-I（セブンスリー）の持ち主である悪党。セブンスリーと同型の大量の兵団を有し、宇宙の覇者を目指している。地球で回収したセブンスリーのデータをOG兵たちにコピーして同等のスペックに仕上げるが、直後に宇宙船に侵入してきたグラノラによりOG兵を全滅させられ、セブンスリーも盗まれた挙句に宇宙船を大破されるという散々な目に遭わされる。
モナイト
シリアル星に住まう最後のナメック人で500歳を超えている。戦闘力は213。ヒーリングの能力の他、唯一誇れる技として催眠術を持っている。シュガ人の街から離れた地でグラノラと2人で暮らしているが、フリーザへの復讐に走るグラノラを気にかけており、復讐のためドラゴンボールを使って力を手に入れて喜ぶグラノラに嘆いていた。
キャラクターデザインは鳥山明。原案ではスラグという名前だったが、劇場版『ドラゴンボールZ 超サイヤ人だ孫悟空』に登場するナメック星人である「スラッグ」と紛らわしいという理由でモナイトに変更された。
シュガ人
シリアス星に移り住んだ善良な移民。可愛らしい姿で、基本的に皆同じ姿をしている。キャラクターデザインは鳥山明。とよたろうも2回ほどデザイン案を出したが、「目が気持ち悪い」ということで没になっている。
大金の持っている種族でもあるため、エレクたちからはいい獲物にされている。
フレイク
大猿になったサイヤ人を元に戻すためにシリアル星の月を破壊したシリアル人。
とよたろうはグラノラの父親のつもりで描いていた。
ミューズリ
グラノラの母親。

### ヒータ
長兄のエレクを中心に4人の兄弟で構成された組織。兵力ではなく金と情報を重視しており、賞金稼ぎや殺し屋などを配下にし、40年以上前から宇宙で暗躍している。また、兄弟全員Hの入った紋章を付けている。
4人ともキャラクターデザインはとよたろう。鳥山に3、4回ダメ出しをくらい、諦めかけていたところで現在のデザインになったという。
エレク
ヒータのリーダーにして長兄。冷静沈着な人物でビジネス能力は高く、現実主義者で「必要なのは金と情報」という考えを持つが、完璧に事を運ぶために準備をしたり、グラノラのフリーザへの復讐に協力するふりをして、勢いに乗るグラノラを利用する形でフリーザに殺させようとするなど知略に長ける一面も持つ。セブンスリーのデータを解析し、究極の情報屋ズノーの居場所を探ろうとしている。グラノラが宇宙一の力を持ったことを知り、セブンスリーのデータから解析して知ったサイヤ人2人と戦わせようとする。その一方で自身もドラゴンボールを集め、ガスをグラノラをも超える宇宙一の戦士へと仕立て上げ、悟空、ベジータとの戦いで疲弊したグラノラを始末させようとする。その後の戦いでガスが追い詰められる度に叱咤や発奮によってその力を引き出させるも、同時にガスは負担によって異形化していく。しかしそれすら「ガスは命が尽きるまで宇宙一」だとして彼が死ぬまで戦わせようとし、止めようとしたマキとオイルをはね除けてでも利用し続けた。しかし、最後はフリーザによってガスを殺され、自身の計画も40年前から既にフリーザに知られていたことを告げられる。さらには実は自分がヒータ一味で一番弱いことを暴露され、逆上してフリーザに殴りかかるも呆気なく消し飛ばされた。
マキ
ヒータの一員で長女。報酬の担当をしている。ズノーのタイプらしく、もう一度キスしただけで質問回数を増やされた。オイルとともに悪者に星を荒らされて困っている宇宙人を装い、悟空とベジータをシリアル星に連れてきてグラノラと戦わせた。その後、悟空たちとガスの戦いを観戦するが、強化されたガスの様子がおかしいことに気付く。やがて悟空らへの協力を決めたグラノラがエネルギーを溜めていることに気付いて止めようとするも、オイル共々モナイトによって眠らされた。ガスが死にかけて尚も戦わせようとするエレクに反抗するが一蹴される。そのエレクがフリーザに瞬殺されると震え上がって逃げようとするが、フリーザに宇宙船の厨房係とウェイターに空きがあると知らされ、自ら「働かせてください」と申し出た。
オイル
ヒータの一員で次男。体が大きくパワーがある。カプセルに入ったセブンスリーの分析を担当する。エレクの死後はマキ同様、フリーザの宇宙船で雇われることになった。
ガス
ヒータの一員で末弟。子供のような姿をしており、無表情かつ無口。4兄弟では最強の実力者だが、エレクには従順に従う。非常に高い身体能力を持っており、戦闘の際はその身体を活かしたアクロバットな攻撃をする。また、武器の創生を得意とする。その実力はエレクやマキからも高く評価されており、本人も自負している。しかし、エレクに実力を買われているグラノラには激しい対抗心を抱いている。かつて兄弟で一番弱かった自分を鍛えてくれたエレクを尊敬しており、エレクのためなら何でもすると考えている。エレクの指示に従い、シリアル星のドラゴンボールによって寿命と引き換えに宇宙一の力を手に入れ、それと同時に大人の容姿になる。変身タイプの宇宙人であり、額のサークレットを外すと本能を解放し、パワーアップと引き換えに自我を失った状態になる。

## スーパーヒーロー編
コンパス、ルーラ、スケール
ブルーハルハイスクールに通う生徒で、トランクスのクラスメイト。コンパスは長身の男子生徒で、ルーラは褐色肌の女子生徒。スケールは恰幅が良く眼鏡を掛けた男子生徒。
チョーク、ファイラ
ブルーハルハイスクールに通う生徒で、悟天の同級生。チョークは褐色肌の男子生徒。ファイラはトランクスに想いを寄せる女子生徒で、マイをライバル視している。
クリーンゴッド
アメコミ風のヒーローで、デッキブラシを武器に戦う。元はゲームキャラクターだが映画も作られるほど人気で、Dr.ヘドは熱烈なファンである。トランクスと悟天のヒーロー活動もクリーンゴッドの影響を受けており、ポーズや決め台詞が似通っている。しかしマイは「なにがいいんだか分からない」と酷評している。ブルーハルハイスクールのダンスパーティーに来ると言われていたが、実際はスケールが変装した偽物だった。

### 人造人間
アルファ12号
Dr.ヘドが死体を改造して造った人造人間の1体。アメフト選手の恰好をしている。
ベータ1号
Dr.ヘドが死体を改造して造った人造人間の1体。一見すると人間の美男子だが、首の部分から継ぎ接ぎが見える。
ベータ2号
バトルジャケット型人造人間。上半身のコクピットに搭乗して操縦するが、実は本体は下半身の方であり、独立した自我を持つ。
ベータ7号
Dr.ヘドが死体を改造して造った人造人間の1体。
人造恐竜1号
Dr.ヘドが恐竜をパワーに特化させる形に改造したもの。